# ベン10
『ベン10』（ベンテン、BEN 10）は、カートゥーン ネットワークで放映されているアメリカ合衆国のヒーローアニメーション。アメコミ作家出身のジョー・ケリー、ジョー・ケイシー、ダンカン・ルーロー、スティーブン・T・シーグルの4人からなるクリエイター集団「マン・オブ・アクション（Man Of Action）」 が原作を手がけた最初のアニメーション作品。
カートゥーン ネットワークのオリジナル作品として製作され、サム・レジスターがエグゼクティブ・プロデューサーを務めた。シーズン5からは続編の『エイリアンフォース（ALIEN FORCE）』、シーズン8からは『アルティメット エイリアン（ULTIMATE ALIEN）』が放送開始。現在は新シリーズ（シーズン10〜）『オムニバース（OMNIVERSE）』が52話まで放送された。53話以降の放送は今のところ不明。日本でも2007年9月よりシーズン1が放送開始。またBSイレブンでも2008年12月より放送が開始され、2009年6月7日にシーズン2の最終回を迎えた。2009年6月14日からシーズン1のリピート放送が開始され、12月6日に終了。BSイレブンでのシーズン3以降の放送は今のところ不明。
雑誌「バラエティ」は、カートゥーンネットワークがリブート作品を2016年にアメリカ合衆国で放映する予定を立てたことを報じた。2016年7月21日にYouTubeで一部公開された。
2016年10月9日にカートゥーン ネットワークのカートゥーン エクスプレスで新しい「ベン:10」が放送された。マックス・テニスンの声は死去したたてかべ和也に代わって辻親八が演じている。

## 制作

### 企画
このアニメは、ダンカン・ルーロー、ジョー・ケイシー、ジョー・ケリー、スティーブン・T・シーグルの4人からなるクリエイター集団マン・オブ・アクションが手掛け、カートゥーン ネットワーク・スタジオが製作した。番組のアイディアは番組に企画が採用される3年前から作られていた。
スティーブ・E・ゴードンは早い段階からこの番組に参加しており、当初制作陣がベン・テニスンを赤毛の少年にするつもりだったことがゴードンのコンセプトワークに記されていた。また、ゴードンはオムニトリックスの初期デザインも手掛けており、最終版と比べるとより実際の時計に近いデザインだった。エイリアンの名前は異なり、"StrongGuy", "Inferno", "RazorJaws", "Dragonfly", "Plantguy", and "Digger"といった感じの名前だった。また、一部のエイリアンヒーローは DCコミックのen:Dial H For Heroに登場するようなスーパーヒーローのように、より人間に近い体格だった

### 主題歌
主題歌は、アンディ・スターマーが手掛け、モクシーが歌った。Renegade Animationが手掛けたオープニングアニメーションは、Adobe Flashで構成されており、単なるアクションアニメに収まらない面白そうな作品を思わせるような展開となっている。ゴーストフリークがオムニトリックスを抜け、エイリアンヒーローとして登場しなくなったシーズン3以降からオープニングの構成が若干変わり、空欄となった9番目のエイリアンのパートにキャノンボルトが代わりに入る形となった。

## ストーリー
シーズン1〜4
何処にでもいるごく普通の10歳の少年・ベン。夏休みがやってきて、いとこのグウェンや祖父のマックスとともに山奥のキャンプ場に出かけた。夜中に散歩をしていたベンは突如落下してきたカプセルの中から発見された「オムニトリックス」を装着、10種類のエイリアンヒーローに変身する能力を身につける。ベンはこの力で地球の悪人や宇宙からの侵略者に戦いを挑むことになる。
シーズン5〜7（エイリアンフォース）
シーズン5・6
夏休みのエイリアンとの戦いから5年たったある日、マックスが謎の失踪を遂げてしまう。15歳になったベンはそれを知り、再びオムニトリックスを手にし、グウェンやケビンと共に新たな戦いに挑む。
シーズン7
ハイブリードとの決戦を終え、普段の生活に戻ったベン達。ところが、かつてベンに倒されたヴィルガクスが再び地球に現れ、ベンにリベンジを挑んできた。今、ベンの新たな戦いが始まった。
シーズン8・9（アルティメットエイリアン）
ベンは16歳になり、同時に自動車免許を取得。オムニトリックスもアルティマトリックスに変化して新たな戦いが始まると思いきや、ベンが変身する瞬間を撮影した動画がサイトにアップされ、ベンの正体が世界中に知れ渡ってしまう。
シーズン10以降（オムニバース）
グウェンは飛び級で大学進学、ケビンも引越すことに。一人となったベンに新パートナーとして、新人配管工のルークがマックスから紹介される。彼はルークとともに行動しながら、時にはエイリアンコミュニティへ足を運び、新たな敵と戦うのであった。

## 登場人物

### 主要人物
ベン（ベンジャミン・カービィ）・テニスン
本作の主人公。ごく普通の10歳の少年だったが、オムニトリックスを見つけたことでエイリアンヒーローに変身する力を手に入れる。普段の一人称は「僕」だが、変身するエイリアンヒーローによっては口調や一人称が変化する。変身時に言う「ヒーロータイム!」が口癖。
我侭でオムニトリックスを悪戯や娯楽に使うこともあるが、変身できなくとも悪に立ち向かう勇気と強い正義感の持ち主。
シーズン5からは年齢が15歳になり、マックスの失踪をきっかけに、再びオムニトリックスを使うことを決断する。また、キャッシュの悪戯に動じない、さまざまな局面で機転が効くなど、心身共に大きく成長した。基本的に敵の命を奪うことはしないが、仲間や友人が危機にさらされると、普段のベンからは想像もできないほど容赦ない攻撃を行う。
シーズン7では、ハイブリードの侵攻から全宇宙を守ったヒーローとしてさまざまな星から勲章や賛辞の言葉をもらい増長。戦争への介入や和平交渉など、厄介な任務を押しつけられるようになった。
シーズン8からは16歳になり、自動車の運転免許も取得、彼の正体が世界中にバレながらも戦いに身を投じている。世間には一部を除いてヒーローとして受け入れられており、サイン会が行われたり、関連商品が売られるようになった。
学校の勉強は苦手だが、初めて見る文字を一瞬で暗記したり、パープレックスヒドロンの攻略法を思いつくなど、意外な頭の回転の速さを見せる。
凶暴化したケビンに対し、「倒すしかない」と非情ともいえる決断を下す。ヒーローとして周囲にちやほやされながら、心中では有事の際には甘さを捨てる決意をしていた。
グウェン（グウェンドリン）・テニスン
本作のヒロイン。ベンと同じ生年月日の従姉。しっかり者で気が強い性格。正反対なベンと喧嘩をすることもしばしば。頭の回転も身体能力も高い。美術館と高価な洋服が好き。一人称は「あたし」。
シーズン1で、ベゼルのチャームのうち、幸運を司るチャームを手に入れ、ラッキーガールと名乗ってヒーロー活動を行った。チャームは自ら破壊するが、シーズン2にて、ベゼルのキーストーンを手に入れ再びラッキーガールと名乗った。
また、シーズン2にて、パラレルワールドの未来で、アイテムを駆使して魔法を使っている。また、オムニトリックスを使って変身した時があり、その際はグレイマター、ヒートブラスト、フォーアームズに変身していた。
シーズン3で、チャームキャスターから魔術書を奪ったことを機にアイテムなしで、魔法が使えるようになった。
シーズン5からは、ベンと同じく15歳になり、魔法の技術もさらに磨きがかかり、柔道で男子相手に軽々と勝つ身体能力も併せ持つ。
ベンとはお互いに精神的にも成長し、子供の頃のような喧嘩をすることはなくなり、時に無鉄砲な行動を取るベンの身をまるで姉のように案じるようになった。共に闘うケビンに好意を持ち、本人に好きだと明かしているものの、デートに誘わないことにやきもきしている様。そのケビンから魔法は特訓の成果ではなく、自身がエイリアンだからだと指摘されるたび、反論していた。しかし、彼女の祖母がアナダイトというエイリアンと判明し、父親にはパワーが現れなかった。その後、修行のために祖母と共に地球を出て宇宙で暮らす話が上がったものの、ケビン達と一緒に過ごしたい一心で、祖母の誘いを断った。
シーズン7からは服装と髪型が変わり、赤のブラウスに黒ベスト、ポニーテールになった。
シーズン8でケビンが凶暴化した時は説得する道を選び、ベンと対立することになった。
シーズン10では大学に通うためにケビンと共にベルウッドを離れ、シーズン12から彼と共に度々再登場する。その際髪型をボブにしており、服装も変わっていた。また、大学では正体を隠してアナダイト体に変身、ラッキーガールとして戦っているが、そのせいでダークスターやチャームキャスターに狙われたことも。
マックス（マクスウェル）・テニスン
ベンとグウェンの祖父。優しく活動的でユーモア溢れる性格。料理好きだが、虫などを使ったゲテモノ料理ばかり作るため、その点だけはベン達から嫌がられている。
年不相応の身体能力やエイリアンに関する知識を有するなど様々な謎を持つ人物で、その正体は配管工の元隊員。エイリアン達の良き理解者でもある。愛車のキャンピングカーには配管工との通信機やレーザー砲やミサイルなどの武器、様々な機能を搭載している他、有事の際には配管工スーツを着て戦うこともある。
シーズン5では以前のようにベン達と共に行動することはなく、単独で地球侵略を企むエイリアンと戦っており、ハイブリードをナル・ボイド手榴弾で倒そうとして失敗し、自分がナル・ボイドに飛ばされてしまう。その後は「レンチ」の偽名を名乗り、D'ボイドの計画を阻止せんと、同じくナル・ボイドに飛ばされた良きエイリアンと共に闘う。脱出後はベンと共に暮らす。
シーズン2のifの世界ではオムニトリックスを手にしてベンの助言でアップグレードに変身したこともある。
ケビン・レビン
地球人とオスモシアンの混血児で、ベン達より1歳年上。一人称は「俺」。
当初は悪役で、機械などからエネルギーを吸収し自在に操る力を持った不良少年だった。マックスと喧嘩し家出したベンと悪友になるが、他者の命を奪うことも辞さなかったために離別される。オムニトリックスのエネルギーを吸収してエイリアンのような姿となって暴れ、更には降参するふりをしてオムニトリックスを奪おうとするが失敗し逃亡する。しかし、その際に放出された多量のエネルギーを浴びたためか自在にエイリアンヒーローの姿に変身できるようになり、その姿で悪事を働いてベンに濡れ衣を着せようと企む。しかし企みは失敗しベンにも敗れた挙句、怒りで力が暴走しケビン11へと変貌してしまう。そのことでベンを逆恨みし、後にヴィルガクスと手を組んでベンに復讐を果たそうとするが、最後はヴィルガクスと共にナル・ボイドに閉じ込められてしまう。
シーズン4では未来世界における大人になったケビンと、彼の息子のデブリンが登場する。
シーズン5では触れた物質を体に同化させる力を手に入れる。ナル・ボイドから脱出してエイリアンテクノロジーの違法取引を行っていた際にベン達と再会。初めは敵対していたが行動を共にしていく内に和解し仲間に、後にグウェンとは恋仲になる。つまらない冗談を好み、余計なことを口走ってはベン達に呆れられている。エイリアンやそれらのテクノロジーに詳しく、愛車にもエイリアンテクノロジーが内蔵されている。だが、同時にその愛車はベンや敵の攻撃の巻き添えを喰らう（酷い時にはベンに投擲武器として用いられる）ことが多く、その度に修理を余儀なくされており（オムニバースによると三週間はかかるらしい）、最早一種のお約束と化している。シーズン8では飛行機も手に入れている。
シーズン7でオムニトリックスをハッキングした際、オーバーロードが起きて全身が鉱物や木などと同化したままになってしまう（そのため、私生活ではDNAリアンが使っていたIDマスクを着用するようになる）が、終盤でオムニトリックスが大破すると元の姿に戻った。
シーズン10からはグウェン同様、準レギュラーとして登場。後にカイバーに捨てられたエイリアン犬の飼い主となる。グウェンとはかなり良い仲になった一方で、かつて愛車の設計に必要なエンジンを得る代わりにプリンセス・ルーマと婚約していたため、それが発覚した際には怒られている。その愛車もシーズン13にてアップグレードの依代に使われた結果修復不能な所まで大破させられたため、エイリアンの攻撃全てに耐えられる新しいものを設計する羽目に。
ケビン11（ケビンイレブン）
シーズン2から登場。力を制御できずに暴走した姿で、ケビン自身と10体のエイリアンヒーローの姿と能力を併せ持っている。能力は本物に劣るが（ベン曰く「10の力のそれぞれが10分の1」）、能力を組み合わせた攻撃と残虐性によって驚異的な強さを見せる。
ケビン11,000（ケビンイレブン・サウザンド）
シーズン4に登場。未来世界のケビンが、ナル・ボイドにいたエイリアンやナルガーディアンなど様々な種族の力を吸収して変身した姿。
一度はベンを倒し、その息子のケンや自身と離別したデブリンすら容赦なく返り討ちにするが、それに激怒したベンが変身したウェイビッグの猛攻に敗れ、最後はデブリンの手で再びナル・ボイドに送られた。
アルティメット・ケビン11
シーズン8に登場。アグレゴーを倒すため、アルティマトリックスのエネルギーを吸収して変身した姿。『エイリアンフォース』に登場したほぼ全てのエイリアンヒーローの能力を併せ持ち、アグレゴーを圧倒して見せるが、アルティマトリックスの強大な力を制御できずに暴走し再びベン達と対決してしまう。
ルーク・ブロンコ
シーズン10から登場。マックスがベンに相棒として紹介した配管工の新人隊員。出身惑星はラバンナ。
プロトツールという様々な機能を備えた可変万能ツールを使いこなし、身体能力も高い。生真面目で隊員としても優秀だが、経験の少なさ故の失態を犯したり、ベンに呼び方を「サーじゃなくてベン。いいな」と言われて「ベン・イイナ」と勘違いするなど抜けた一面もある。また、先述のプロトツールの件から分かるようにかなりのテクノロジーオタクな面もあり、同じくテクノロジーに明るいケビンと話が弾んだりすることも。

### 主要人物の家族・仲間
カール・テニスン、サンドラ・テニスン
ベンの両親。
テトラックス
ペトロサピエンの傭兵兼賞金稼ぎ。かつて自分の星を破壊してしまった過去を持つ。
ヴィルガクスの依頼を受けてオムニトリックスを狙っていたが、持ち主が子供と分かり、最終的にオムニトリックスから手を引き、ベンにホバーボードを授けた。
戦闘の際に、ただパワーが強いだけのエイリアンヒーローを選ぶベンを叱責し、彼に戦いで工夫することを教えた。
ザイリーン
マックスのかつての仲間の女性エイリアン。オムニトリックスを送った人物（本来はマックスに渡るはずだった）でもあり、彼女の巡洋艦がヴィルガクスの艦の攻撃で危機に陥った際に地球へオムニトリックスの入ったカプセルを射出させた。ベンは最初は彼女のことを毛嫌いしていたが、後に和解する。
ケン（ケニー）・テニスン
シーズン4に登場。未来世界におけるベンの息子で、若干色黒である以外は性格・外見共に幼い頃のベンと瓜二つ。誕生日にオムニトリックスをもらうが、なかなか仕事を任せてくれないベンに不満を覚える。
デブリン・レビン
未来世界におけるケビンの息子で、父と同じくケビン11の姿に変身できる。ケンに近づいてケビンをナル・ボイドから解放するが、凶悪な犯罪者である父に失望し、ケンと共に闘う。
アズマス
オムニトリックスの開発をしたガルヴァンの博士。宇宙の全種族の繁栄を願っており、オムニトリックス以外にも様々な装置を開発している。
ガルヴァンは歳の取り方が特殊で『消えたアズマス』では、年寄りのアズマスよりも若い父親が登場した。
マヤックス
ヴィルガクスの同族の女性で、アズマスの助手をしていた科学者。
ジュリー・ヤマモト
シーズン5から登場。ベンが想いを寄せるクラスメイト。成績優秀でテニスが得意。永遠の騎士団に攫われたシップを助けに行ったり、ハイブリードとの最終決戦に参加したりとかなり気が強い。
シップ
ジュリーのペット。アップグレードに似た姿をしている。名前の通り「シップ」と鳴く。機械と合体するだけではなく、取り込んだ機械（潜水艦やスペースシップなど）に自在に変身できる。シーズン7ではジュリーと合体し、パワードスーツのような姿になった。
アラン
シーズン5から登場。パイロナイトの血を引く少年。飛ぶのが苦手だったが、ベンから足元の地面をホバーボードのようにして飛ぶ術を教わる。
農場を荒らし回った犯人として保安官達に追われていたが和解する。
マニー
テトラマッドの血を引く少年。持ち前のパワーと、二丁の銃を駆使して戦う。
ヘレン
配管工を親に持つ女性。XLR8に近い姿をしている。亡き兄の遺志をついでマニーとともにエイリアン退治をしている。ピアスが生きているとわかってからも、活動を続けている。
ピアス
ヘレンの兄。故人かと思われていたが、ナルボイドの中に囚われていたことが判明した。脱出後は仲間たちとともにベンの手助けをするようになった。
全身に生えた棘を伸縮させて戦う。
パラドックス
シーズン5から登場。タイムスリップの実験による事故に巻き込まれたことで、不老の体と時間を操る能力を得た地球人の科学者。未来では、ベンとともに地球を守ったこともあるらしい。
ジミー・ジョーンズ
シーズン8より登場。ベンとベンが変身するエイリアンヒーローの大ファンの10歳の少年。ベンのジャケットに似たデザインのパーカーを愛用し、ベンが少年時代に履いていたのと同じタイプのカーゴパンツを履いている。インターネットでエイリアンの情報を集めてる内にベンの関与に気付き、ジミーの流した情報によりベンの存在が世間に明るみに出てしまう。エイリアンに関する情報収集に長けており、ベン達の良き頼れる情報提供者となる。
プリンセス・ルーマ
オムニバースから登場した、フォーアームズの母星・惑星コーロズの姫。ケビンが愛車を設計する際にエンジンを得る代わりに婚約者になるという口約束をしていたため、ベルウッドに襲来してきた。しかし、フォーアームズに敗れたことで、その対象はフォーアームズ、もといベンに移ったようである。

#### 配管工とその関係者
エイリアンなどの人知を超えた脅威に対応するための工作員部隊。
ギルヒル
配管工の部隊長。
クーパー・ダニエルズ
シーズン4から登場。マックスの仲間の配管工の孫息子で、念じるだけで機械を操る能力を持つ。
シーズン6で再登場。自分のラボに長く籠っていたためか太っていた。能力をハイブリードに狙われ、強制労働をさせられていたがベン達に助けられる。
グウェンに好意を持っている。
デヴィン・レビン
シーズン7に登場。オスモシアンというエイリアンの隊員で、ケビンの父親。エネルギーを吸収・放出する能力を持つが、体に負担があるらしくブラスターを使って戦う。
マックスとコンビを組んでいたが、任務中にラグナロクに殺された。
パトリデイ（Magister Patelliday）
シーズン8から登場。リップジョーズの同族の隊員で、マックスの古い知り合い。

### 敵

#### メインヴィラン
ヴィルガクス
宇宙一の悪と称される、緑色のタコのような顔をしたエイリアン。マックスとは因縁があり、ベンにとっても最大の宿敵の1人となる。冷酷で残虐だが、唯一同族に関しては心優しい一面を見せる。
フォーアームズを上回る圧倒的なパワーとダイヤモンドヘッドの攻撃が通じない防御力を持ち、杭のような物体を両腕に打ち込むことでよりパワーアップする。
シーズン2でケビンとともにナル・ボイドに閉じ込められるが、第4シーズンでナル・ボイドから脱出し、ベンの町に復讐をしに来た。
シーズン7では、10の惑星のエイリアンヒーローの力を吸収し再登場。若干姿が変わり、口も露出するようになった。剣や光線、シールドなどの武器も増えた。肉体一つで宇宙空間を移動する飛行能力を手に入れ、戦艦に乗っているシーンはあまり見られなくなる。また、シーズン7のラストでは海底で巨大なタコに変身した。
オムニバースでも度々登場。最後はアルビードと手を組んでガルヴァンプライムの制圧を目論み、更にその地にあったマルウェアの残滓を取り込んでパワーアップを果たすも、ワンパイアに敗北、石化した。
サイフォン
シーズン7から登場。ヴィルガクスの側近で、出身は惑星Yrtus IV。
シーズン8ではヴィルガクスの仇を討つべくベンを連れ出し、アルティメット・スパイダーモンキーと互角に戦う実力を見せるが、その場にいたキャッシュとJTがエネルギー分断装置を用いたことで弱体化し、倒された。
『オムニバース』でも度々登場する。
ジスケアー
シーズン2から登場。ベンと分離したゴーストフリークで、上下逆さまの髑髏顔をした幽霊のような姿をしている。憑依能力を持ち、憑依された者には目元にひび状のラインが入り、虹彩がピンク色に、白目が黒くなる。
ベンを乗っ取ろうと画策し、生き物に憑依して混乱を招いた。しかし、エイリアンヒーローに憑依することはできず、太陽の光を浴びさせられ、倒された。
シーズン3でビクター博士らの手により復活。再びベンを乗っ取ろうとするも、宇宙空間で直に太陽の光を浴び再度消滅した。
シーズン7にて投獄されているところをヴィルガクスの手によって惑星ブライマスの情報と引き換えに脱獄。その後、ヴィルガクスの惑星を支配するも援軍に来たベン達の手によって、再びオムニトリックスの中に封じ込められた。
その後もオムニバースで登場し、デザインも変更され、死神のような姿になった。最終的にアトミックスのエネルギ球から放たれる光によって完全に消滅するが、それによってベンがゴーストフリークに変身出来なくなるようなことはなかった。
ハイブリード
シーズン5から登場。自らを全宇宙で最も高等な種族と嘯き、数々の星を侵略している異星人。ヒューモンガソーと並ぶ怪力を誇り、爪をダーツのように発射して戦う。植物起源の種族らしく、根に似た触手を地面に刺して水分を補給する。弱点は高熱。
近親交配による遺伝子劣化で絶滅の危機にあり、他の種族を道連れにするために侵略を行っていたが、オムニトリックスの力でDNAを変化させることで絶滅の危機を逃れ、侵略を停止した。
DNAリアン
ハイブリードの部下。地球人にゼノサイトという物体を寄生させることで生み出される他、無性生殖で増えることもできる。オムニトリックスの力でゼノサイトを除去すれば元の地球人に戻せる。主な武器は口から吐く粘液。個々の戦闘力は低いが、数が多い上に元が地球人のため、ベン達を大いに苦しませた。
アルビード
シーズン6から登場。優秀だが尊大なガルヴァン。もともとはアズマスの助手だったが、その目的はオムニトリックスを強奪するためだった。
強奪に失敗した際、自分で偽物のオムニトリックスを作り装着したところ、偽オムニトリックスにベンの遺伝子が組み込まれていたせいか、ベンとそっくりの姿になったまま元に戻れなくなってしまった（通常時・エイリアンヒーロー変身時の声優がベンに準じているのはそのため）。髪は銀髪で、パーカーも赤色になっている。
ベンに変身した影響でチリフライが好物になってしまい、嫌悪しながらも食べずにはいられなくなった。
ベンの前に現れて騒ぎを起こすが、ベンとの戦いでオムニトリックス同士がハウリングして正体を見破られた。その後、アズマスに見つかり、牢獄（ナル・ボイドとは別）に閉じ込められた。第7シーズンの終盤で脱獄を図り試作段階のアルティマトリックスのパネルを強奪して偽オムニトリックスに組み込み、その場に居合わせたヴィルガクスとベンを倒すために手を組むも、軍事目的でオムニトリックスを奪うことを知らされ絶望してしまう。
オムニバースではベンに変身する前のガルヴァンの姿で登場し、後に11歳の頃のベンの姿を取る。最後はヴィルガクスと手を組んでガルヴァンプライムの支配を目論むがベンに阻止され、ガルヴァンプライムの清掃をやらされることになった。
アグレゴー
シーズン8から登場。生粋のオスモシアンでケビンと同様に物質やエネルギーを吸収する能力を持ち、他のエイリアンから吸収した力を一時的に自分のものとして扱うことができる。アンドロメダ星雲の異なるパワーを持つ5人のエイリアンを吸収し、全ての能力を兼ね揃えたアルティメット・アグレゴーとなる。
無限の地図を全て揃えて「万物の源」にたどり着くが、アルティメットケビン11に瞬殺され、パワーを吸い取られてしまう。
Dr.サイコボス
シーズン10から登場。セレブロックル・ステシアンのマッドサイエンティストで、カイバーを雇い、マルウェアに協力した。同族のブレインストームとは異なり、青みがかったボディとピンク色の目、左右非対称のハサミが特徴。
最終的な目的はアズマスを倒し、ベンから盗んだオムニトリックスのコアでネメトリックスを完全なものにし、オムニトリックスの使い道をなくすこと。
最後は別の世界に閉じ込められた。
マルウェア
ガルヴァニク・メカモルフの誕生の際に生まれた副産物である人工生命体。生まれつきライフコードに欠陥があり、凶暴な姿と性格をしている。機械を模倣する他の仲間とは違い、テクノロジーを吸収して自身をアップグレードする能力を持っている。
自分の体を完全なものとするため、アズマスからセカンダリ・ヘリックスを奪おうとした。ダイヤモンドヘッドとの闘いの末、全身をテトナイトで覆われて封印される。
その後復活し、ベンを襲撃してオムニトリックスの不完全な設計図を入手。ネメトリックス誕生に協力した。更にフィードバックをオムニトリックスから切り離し、ベンの目の前で消滅させるが、それに激昂したベンがオムニトリックスをオーバーロードさせて突っ込んだことで消滅。
しかし完全には消滅しておらず、ベンが16歳となったとき再び彼の目の前に現れ、ガルヴァンBのパワーを吸収して更にパワーアップ。ベンが変身したウェイビッグを苦もなく倒して自身に取り込むが、体内でベンが自力でフィードバックの遺伝子を復元し、脱出。そのままフィードバックとの戦闘になり、ガルヴァンBのパワーを解放され、最後はヘリックスのエネルギーを吸収したフィードバックのレーザーに押し負け、死亡。その残滓はガルヴァンプライムの博物館に展示されることとなる。
カイバー
凄腕のエイリアンハンター。高い戦闘センスを有し、口笛やエラから発する音波で猟犬を操る。普段は冷静沈着だが、自分の話に割り込まれたり茶化されるとすぐに激昂する。
サイコボスに雇われ、ネメトリックスに必要なDNAサンプルを収集した。

#### 永遠の騎士団
世界征服のために宇宙のハイテクメカを集めていた地球人による悪の秘密結社。構成員を含む関係者は全員中世風の身なりをしており、仮面をつけている。シーズン5からはハイブリードと同盟を組むようになった。
イノック（Enoch）
永遠の騎士団の幹部。彼の持っている盾は飛ばすこともできる。
シーズン1で科学者ハウエルを利用していたが、ハウエルが捕まえたエイリアン（実はグレイマターに変身していたベン）によって、基地を壊滅させられてしまう。
シーズン2では、マヤ文明の究極の兵器である剣をかけてテニスン一行と対決したが、剣があまりにも古いため粉々になってしまったうえ、崩れだした遺跡に取り残された。
シーズン4で再登場。オムニトリックスを奪うためにベンを夢の中へ閉じ込めたが、失敗し、自分が夢の中へ閉じ込められた。
フォーエバー・キング
永遠の騎士団の最高幹部。本名はドリスコル。元配管工部隊であったが、押収したエイリアンの技術を横領したため、組織を追われた。
今までベン達に敗れた敵がチームを組んだ「ネガティブ10」を率いてベンに挑むが、アップチャックに倒され、その後は消息不明。
パトリック
フォーエバー・キングの後継者となった男。

#### その他の敵
アニモ博士/D'ボイド
遺伝子操作した動物を操るマッドサイエンティスト。オムニトリックスの部品を利用して動物とエイリアンを合成させたこともある。
シーズン6ではナル・ボイドに閉じ込められており、「D'ボイド」と名を改め、ナル・ボイドのエネルギーを利用してパワーアップして地球に戻ろうしたが、ベンによって阻止される。
シックスシックス
ヴィルガクスに雇われた賞金稼ぎの一人。ジェットパックの付いたアーマーを身に着け、ビーム銃や手榴弾などを武器とする。
シーズン2で再登場。ヴァルカヌスを相棒に連れ、ギャラクティック・パトロールに追われていた。
同族に、より凶悪と言われる賞金稼ぎのセブンセブンがいる。
クラーブ
テトラックスとシックスシックスと共に雇われたアンドロイドの賞金稼ぎ。グレイマターに変身したベンにより倒される。
ジョーイ
女強盗団の一員。ヴィルガクスの小型UFOによって偶然にアンドロイド・ロジョと化してしまい、ヴィルガクスからマインドコントロールを施されて街を荒らしたが、アップグレードに変身したベンにより、元の姿へと戻った。
シーズン8で再登場し、新しい仲間とともに列車強盗を働こうとしてベンたちに止められた。
ゾンボーゾ
不気味なサーカスの団長で、白塗りに青い団子鼻をしたピエロ。一人称は「おいら」。催眠術にたけており、サーカスで人の幸せを盗んでいる間、他の部下は金品などの窃盗をしている。観客の幸せを吸い取ったが、ゴーストフリークに変身したベンによって倒される。
シーズン8ではウルカヌスとチャームキャスターを率いてベンの母親を誘拐するが、アナダイトに変身したグウェンに脅され退散する。
サーカス三人組
不気味なサーカスの団員で、ゾンボーゾの手下。メンバーは怪力の大男サムスカル、自在に動く長い髪を持つ女性フライトウィッグ、酸の息や唾液を吐くアシッドブレスの3人。
シーズン2以降は3人で独自に行動している。
ヘックス
強大な魔力を自在に操る魔法使い。シーズン1で空中浮揚・稲妻・復活・幸運・炎をつかさどり魔力を増幅させることのできるベゼルのチャームを狙うが、グウェンに倒される。シーズン2では、ベゼルのキーストーンを用いてチャームキャスターと共に自分を強くしようとするが裏切られ失敗。シーズン4では自分を若返らせようと若さの泉に行くがベン達に止められた上、最終的には若くなりすぎて5歳児ほどになってしまった。
シーズン7で再登場。グウェンが変えてしまった未来の世界で支配者となる。
フィル
配管工の元メンバーで、マックスの相棒だった。配管工の仕事を干された後、自分でナル・ボイドの中のエイリアンを連れ出し騒ぎを起こさせてはそれを捕まえ、市長やホテルの支配人から謝礼を受けていたが、最後はナル・ボイドの中に閉じ込められた。
シーズン10ではネメトリックスのテストの実験台にされた。それによってテランチュラのDNAが体に残ってしまい、シーズン13にて再登場した時にはエネルギーを吸い取る二足歩行の怪物に変わり果てていた。最終的にバズショックとマックスの活躍によってナル・ボイドに送り返される。
クランシー
チャイナタウンの近くの下町にある、ボロボロの屋敷に住んでおり、街の再開発に断固として反対していた。昆虫を操ることができ、再開発を進めていたチャイナタウンの市長であるイアン議員を捕えたが、たまたま居合わせたベンたちに妨害される。市長解放後に原子力発電所を襲撃したが、最終的にはベンの投げた花の蜜入り風邪薬によって虫が使えなくなり、降参した。
チャームキャスター
シーズン2から登場。ヘックスの姪の魔女。この際何でも取り出せる魔法のバッグを持っていた。途中でヘックスを裏切ったが、ベンたちに倒される。シーズン3ではベンと体を取り換えようとするが結局失敗する。その後、魔法使いヘックスが幼児化した際、彼を引き取った。
自分の魔法の本を奪い、さらに豊かな才能を持つグウェンを憎んでいる。ヘックスがベン達を倒し世界を征服したパラレルワールドでは、グウェンを殺害している。
シーズン7で再登場。ケビンを利用してグウェンのパワーを奪おうと企むが、グウェンの作りだしたマジックボルテクスに飲み込まれる。
実はレジャードメインで生まれ、支配者であるアドウェイジャに歯向かった父や家族を殺され、復讐を誓ってヘックスと共に地球へ逃れてきた。シーズン8ではアグレゴーを追うグウェンに協力を求められ、一時休戦。ともに苦難を乗り越えていく内に、グウェンへの憎しみは萎んでいった。ベン達をレジャードメインから脱出させると、家族の仇を討つため、一人扉の向こうへと消えていった。
しかし、オムニバースにて再登場した時にはアドウェイジャに変わってレジャードメインの支配者となっており、彼を石像に変えてバッグの中に幽閉していたことが判明。同様の方法でダークスター（マイク・モーニングスター）も幽閉し、グウェンも幽閉するが、最終的に幽閉していた人々を解放され、逆に自身がバッグの中に幽閉された。
スリックス
レスリングシップの代表者にして操縦装置そのもの。さまざまな地域から異星人を拉致して戦わせていた。ベンが変身したアップグレードに憑依された揚句、ケビンによって破壊された。
サブリミノ
催眠術師。時計型の機械を使ってベンに催眠術をかけ、ダイヤモンドヘッド、ヒートブラスト、アップグレードなどのエイリアンヒーローに強盗を働かせた。
ヴァルカヌス
テクノーグと同じ種族のエイリアン。シーズン2でシックスシックスとともに地球に来た。
シーズン7で再登場を果たした。大柄の体はパワードスーツのようなもので、実際の肉体は赤ん坊のように小さく、ラスに変身したベンに赤ちゃんマンと馬鹿にされた。
ビクター
NASAで働いていた科学者。正体はフランケンのような姿のエイリアンで、ジスケアーをマスターと崇める。
アルティメットエイリアン、オムニバースにも登場。
マイク・モーニングスター/ダークスター
シーズン5に登場。フルネームは「マイケル・マーフィ・モーニングスター」。この時は金色に輝く少年だった。配管工部隊のバッジを持っているが力を人のために役立てようとせず、自らの楽しみのためだけに使っていた。左腕に宿した蚯蚓のような生物を使い、相手の身体からエナジーを吸い取る。強大な力を得るためにグウェンから力を吸い取るが返り討ちに遭い、逆に自分の力を吸われてゾンビのような姿になってしまう（配管工バッジはこの時、『お前が持つ資格はない』としてケビンに破壊された）。
シーズン6では、醜い姿を黒いスーツと鉄仮面で隠し、自らをダークスターと名乗り再び現れる。以前よりもパワーが増した分、よりパワーを求めるようになっており、以前は女性からしか力を吸い取らなかったものの、ダークスターとなってからはエイリアンであろうが構わず力を吸い取ろうとする。黒い光線を放ち、光線を浴びた者には、その体に触れることなく力を吸収することができるようになった。ベン達のエネルギーを吸収するも最後は加勢に来たグウェンとDNAエイリアンの集団に阻まれ、ヒューモンガソーによって倒される。最後はナル・ボイドへと送られた。
シーズン6のクライマックスであるハイブリードとの最終決戦では、ケビン達によって助力と引き換えにナル・ボイドから出される。しかしシーズン7にて人間に戻りたいケビンを利用して悪事を目論み、再度撃退された。
アルティメットエイリアンではチャームキャスターと組んで悪事を働くも、アルティメット・ヒューモンガソーに敗れる。
オムニバースでも登場、グウェンからエネルギーを吸収してマイクとしての姿を一時的に取り戻すも、ゴーストフリークに憑依されて敗退、エネルギーもグウェンの元に戻されたことで姿も醜いものに戻ってしまう。後にチャームキャスターにグウェンとアドウェイジャ共々幽閉され、石像に変えられる。最終的にチャームキャスターが敗北したことで元に戻り、逃亡を図るもルークによって御用となった。
イオン
- 種族：コロニアン / 出身：惑星コロニア

『時との戦い』から登場。地球侵略を企むコロニアンのリーダー。空間や時間を操ることができる。
シーズン11では、16歳のベンと11歳のベンの精神を入れ替えた。
アルジ
かつてケビンとともに悪事を働いた、ハリネズミに似たエイリアン。体から発射する針には、相手を眠らせる効果がある。
インカージョン
皇帝ミレオスが率いる宇宙人種族。構成員はカエルのような姿をしたエイリアン。宇宙の野蛮人で、他の星を攻撃している。
ブリードル兄弟
シーズン7にて登場した取り立て屋の兄弟。細い方がオクタゴンで、巨漢がロンボイド。依頼されたもの、金になりそうなものを問答無用で奪う。
一度は宇宙船の爆発に巻き込まれて死んだかと思われていたが、クローン技術を用いて生きていた。
シーズン8では父親によって配管工スクールに入学させられたが成績は悪く、自分の名前さえ間違えるという有様だった。その後、配管工スクールでトラブルを起こして退学になり、逆に配管工に追われる結果となった。
ラグナロク
ケビンの父であるデヴィン・レビンを殺したエイリアン。ナル・ボイドにある刑務所に収監されていたが脱獄した。
額のマークに鍵を挿し込むと、普段はハイパースペースに隠してある宇宙船が現実世界に出現する。
太陽のエネルギーを奪い地球を滅ぼそうとしたが、復讐に燃えるケビンに宇宙空間に放り出された。
武器は手の平から発射する光線。テレポートも使える。
キャプテンネメシス/オーバーロード
シーズン8より登場。さまざまな能力を持ったパワードスーツを装備した、ベンが憧れるベテランのヒーロー。
コンピュトロンという戦闘ロボット達と戦っていた。実業家でもあり、本も多く出している。
当初は純粋な正義感でヒーロー活動をしていたが、それに伴う名声に目が眩み、自分の会社が作った武器を強盗に渡し、自作自演を行うようになった。
人気を奪われたこと、また勝負で負けたことをきっかけにベンを憎み、ジュリーを誘拐。
リミッターを解除し、暴走寸前のパワードスーツでベンに戦いを挑んだが、ウォーターハザードにパワードスーツの水分を吸い取られ敗れる。
アドウェイジャ
圧倒的な魔力を持った、レジャードメインの支配者。頭からマナを絶え間なく放出する、2足歩行の亀の姿をしている。
自分に逆らう者を決して許さず、チャームキャスターの家族を殺害した。
アルティメットヒューモンガソーとの戦闘中、アグレゴーに首から下げていたアルファルーンを奪われ、魔力を大きく削がれる。その後オムニバースにてチャームキャスターに幽閉され、石像に変えられていた事が判明したが、彼女が倒された事で解放された。その時までには改心していたようである。
サンダー
何でも切ることができるエナジー・アックスを武器とする、エイリアンの賞金稼ぎ。ヴィルガクスに雇われており、ベンのオムニとリックスを狙っていた。
斧で空間を裂き、その裂け目からベンをナルボイドへ突き落したが、ベンの左手だけが地球に残ってしまった。ジュリーはその左手を見つけ、グウェンとケビンのところへ持ち込み、ケビンがベンを元の世界へ帰すための装置を作るのに役立てた。その後ベンの左手だけがナルボイドに転送されてしまい、業を煮やしたサンダーはベンたちを襲うが、最終的にナルボイドに閉じ込められてしまった。アルティメットエイリアンの "The Transmogrification of Eunice"では、アズマスによってナルボイドから救出された。
ウィル・ハレーン（Will Harangue）
ケーブルテレビ局・"The Harangue Nation" のニュースキャスター。
隙あらばベンを非難し、自分を正当化する。
オムニバースシーズン6ではビリーにインタビューした。
シーズン5では、ベンに「君のエイリアンをモチーフにゲームを作りたい」と偽り、彼の一部のエイリアンの戦闘スタイルとデータを同僚に監視させ、そのデータが入力されているロボットを作りベンを倒そうとするが、ナノ・マンに電路内部の電線を破壊され敗れた。
モルグ社長
宇宙刑務所の看守をしていたが、刑務所を乗っ取り社長となって囚人に危険な毒物の原料を掘らせていた。
ビリー（Billy Billions）
シーズン10より登場。ベンが小学生のころの同級生だったが、ディメンション・トゥエルブに吸い込まれたのちこちらの世界に帰還したため、子どものままである。甘やかされて育ったため、わがままな性格であり、ベンに対して嫉妬心を抱いている。
子供化光線でベンとルークを子供に戻した。

### その他
キャッシュ
ベンの学校にいるいじめっ子で、ベンとは浅からぬ因縁を持つ小悪党。キャッシュレジスターのイラストが描かれたTシャツを着ていることが多い。シーズン5では、エイリアンテクノロジーの鎧（正確には残骸と化した篭手）を着たところ、精神を乗っ取られてしまうが、ベンに救われた。
JT
キャッシュの腰巾着。小太りで眼鏡をかけている。昔は一緒に糊を舐めたりとベンと仲良かったらしい。
メガウォット
乾電池に手足が生えたような姿をした、悪戯と電気が好きなエイリアン。真っ二つに裂かれると2体に分裂する。スパークビルという町でIT（イット）というボール状のゴム紐に束ねられ封印されていたが、ベンが中にメガウォットがいるとは知らず遊んでしまったことで封印が解け、悪戯の限りを尽くす。最後は巨大な金魚鉢の中に追い込まれて封印された。
シーズン10で再登場。窮地に陥っており、今度はベンに助けを求めた。
ハウエル
宇宙人を研究している男。音声認識で作動する調理器や、自動で動く掃除機などを所持している。グレイマターに変身したベンを、自分が捜し求めていた宇宙人と間違えて捕まえてイノックの組織に献上した。その後永遠の騎士団に見限られ、最終的にベンを救助し、永遠の騎士団から手を引いた。
イシヤマ
ゲーム作品「スモウ・スラマー」の登場人物。シーズン3では、アップグレードの力でゲームの世界に入り込んでしまったベンやグウェンと共に戦った。
グウェンを勇敢な戦士と認める半面、魔物（エイリアンヒーロー）に変身したり足を引っ張ったりするベンをあまり快く思っていない。
テクノーグ
シーズン2に登場。レスリングシップに捕らえられていたエイリアン。ベンとケビンに敗れ、彼らに忠誠を誓った。
ギャラクティック・パトロール
シーズン2から登場。銀河を守るヒーローチーム。メンバーは某ヒーローに似たリーダーのアルティモス、テトラマッドの女戦士のタイニー、高い知力と超能力を持つタコ型のシナップタックの3人。
ヴァルカヌスらを追って地球に現れ、ベン達と共闘。その際、タイニーはベンに惚れるが、前頭葉に惚れたという理由で最終的にシナップタックを選んだ。
シーズン7で再登場。ヴィルガクスに敗れ、パワーを奪われてしまう。
ラインラシル3世
シーズン6から登場。ハイブリードのディアナ家の第七子にしてラセット家の直系の子孫。愛称は「ライニー」で、ベンを「ベンベン・テニスン」と呼ぶ（自己紹介で「僕はベン。ベン・テニスン」と言ったことから。）。
当初は敵対していたが、ベンと砂漠の惑星Turrawasteに飛ばされたことで協力することになる。友情を築いていくが、それを下等生物に毒されたとし、贖罪のためTurrawasteに一人残る。後に脱出し、ハイブリードの長老たちを説得。最高司令官に任命される。
ベンを庇って切断された右腕をスワンプファイアーの蔓で繋いだ際に、右腕が緑色に変色した。
スジライト
シーズン7に登場。テトラックスによってベンから分離したクロマストーン。マゼンタの部分が赤くなっている。
テトラックスの手によってオムニトリックスから分離させられ、ベンと協力して破壊されたペトロピアを蘇らせた。
Zed
カイバーの猟犬。カイバーが発する音に操られ、首輪に装着されたネメトリックスによって様々なエイリアンに変身できる。
何度もベンを苦しめるが、音に操られる習性を利用したアズマスの作戦に敗れ、カイバーから捨てられてしまう。その後、瓦礫の下敷きになった所を救ってくれたケビンのペットになり、Zedと名付けられる。
パクマー
オムニバースより登場したエイリアンの商店主。
ホクスター教授（Blarney T. Hokestar）
オムニバースより登場したエイリアンで、初登場時は詐欺師としてベンに接触した。その後、「23番目のミスター・スムージー店」という次元移動するスムージー店の経営者として登場した。

## エイリアンヒーロー
オムニトリックスを装着した者が変身する、さまざまな種族のエイリアンの姿をしたヒーロー。エイリアンヒーローの身体のあらゆる部分にはオムニトリックスのマークが付いており、それが赤く点滅して警告音が鳴るとエネルギーが切れ変身が解除される。その直後のオムニトリックスのカラーはマゼンタに近い赤色になっており、黄緑に色が戻る（エネルギーチャージが完了する）まで変身ができない。
シーズン5ではマークを押すと変身が解除され、エネルギーが切れる際にマークは赤く点滅しなくなり、また変身時にそのエイリアンヒーローの名前を叫ぶようになる。また、エイリアンヒーローの姿も本来のエイリアン達の姿に近くなっている。
変身前の服装によって若干デザインが変わる他に、変身する元の人物が風邪などになっているとエイリアンにも影響が現れる。事実、シーズン2でグウェンが変身した際は、服装や髪形がベンが変身した場合とは大きく異なっている。
オムニバースにて16歳のベンが変身した際には、総じて数回り大きくなっており、緑色の部分が多くなっている。

### シーズン1〜4
『ベン10』から登場。
ワイルドマット（Wildmutt）
- 出身：ゴミだらけの惑星「vulpin（ヴァルピン）」
- 種族：ヴァルピマンサー
- マーク位置：左肩・胸部（アルティメットエイリアン）・首輪（オムニバース）
- 語源：「wild」（野生）+「mutt」（駄犬）

眼のない四足獣型のエイリアンヒーロー。変身中は唸り声を上げるだけで、言葉を話すことができない。
野獣のような強靭な肉体と野生本能による驚異的な身体能力を発揮する。反響定位や鋭い嗅覚と聴覚によって周囲を探知するため、超音波攻撃が弱点。また、風邪を引いた時には反響定位や鼻が利かなくなり、方向感覚が狂ってしまった。
アルティメット・ワイルドマット（Ultimate Wildmutt）
シーズン9に登場。体毛が赤くなり、モヒカン状の白い鬣が生える。身体能力が上がり、言葉を話せるようになっている。
フォーアームズ（Four Arms）
- 出身：惑星コーロズ
- 種族：テトラマッド
- マーク位置：左肩・胸部（アルティメットエイリアン）・腰（オムニバース）
- 語源：「four arms」（4本の腕）

3.7メートルの巨体と四本の腕を持つ、人型エイリアンヒーロー。
怪力を活かした戦いが可能でマンモスや大型トレーラーを投げ飛ばし、弾丸や多少の光線をも跳ね返す。腕を叩き付けて衝撃波を起こせる。筋力で跳躍はできるが、巨体が災いして俊敏性は弱く不器用。しかし、ゲームをしながら菓子を食べたり、剣や石柱を振り回したり、ギターをかき鳴らすなどの芸当は可能。
ベンが風邪をひいた時には、脇の下にイボが生えて臭くなり、くしゃみをして緑色の唾を吐いた。
エイリアンフォースでは登場しないが、アルティメットエイリアンで再登場。デザインが大きく変更され、黒のブリーフパンツに、腰、手首、足首に金色のバンドをつけたレスラーのような格好。体格はややスリムになり、襟首のところで後ろ髪をポニーテールにしている。顔中央の黒線は眉間から唇部分までがなくなり、目は黄緑色になった。またマークを中心にX字の金色のバンドが胴体を包んでいる。
オムニバースにて16歳のベンが変身した際には、髭が生えるようになった。
シーズン2にてある事情からグウェンも変身したことがあり、その際はフォーアームズがグウェンのコスプレをしたような姿になっていた。
- 最初のエイリアンヒーローの変身シーンのテストアニメーションはフォーアームズのもので、マン・オブ・アクションのメンバー達からも、フォーアームズの変身シーンへの人気は高かった。

グレイマター（Grey Matter）
- 出身：惑星ガルヴァンプライム
- 種族：ガルヴァン
- マーク位置：背中
- 語源：「grey matter」（灰白質）

カエルのような体をしたグレイ型のエイリアンヒーロー。
戦闘には向かないが12センチの小さく柔らかい身体を活かしてどんな場所でも侵入し脱出する。並みいる知性生物を凌駕するほど知能も向上し、複雑な宇宙科学をも瞬時に理解できるが、変身者が人間である以上頭が追い付かず、時々自分でも分からなくなってしまう。アクシデントでダイヤモンドヘッドと合体したこともある。
シーズン2にて、グウェンも変身したことがあり、その際はグウェンのコスプレをしたグレイマターとなっていた。
アルティメットエイリアンではオープニングのみの登場だが、この時のみマーク位置は胸部になっていた。
 XLR8（Xlr8）
- 出身：惑星ケネット
- 種族：kineceleran（ケネセレラン）
- マーク位置：腹部
- 語源：「accelerate」（加速する）

手の先端に鋭利な鉤爪を持つ、ディノサウロイド型のエイリアンヒーロー。
足がローラー状になっているため、時速約800キロメートルものスピードで走行でき、その際に発生した摩擦を操る。走行時には顔をバイザー状のパーツが覆い、このバイザーで敵の体内を透視することもできる。磁気に弱く、泥や氷上など安定しない地面は苦手。
エイリアンフォースおよびアルティメットエイリアンでは登場しなかったが（後者ではオープニングのみの登場）、オムニバースにて再登場する。
アップグレード（Upgrade）
- 出身：惑星ガルヴァンの衛星「ガルヴァンB」
- 種族：ガルヴァニク・メカモルフ
- マーク位置：胸部・顔面（オムニバース）
- 語源：「upgrade」（アップグレード）

液体金属の皮膚に特殊な回路システムのボディを合わせ持つ、スライム型のエイリアンヒーロー。
同化した機械のハイテク化及びハッキングが可能。薄い膜のようになって滑空したり、体内のプラズマエネルギーを顔の単眼からレーザービームにして放つこともできる。酸や電磁波が弱点。本来はガルヴァンの作業用スーツだったらしい。水色のガルヴァニク・メカモルフも確認されている。手違いでゲームの世界に入ったこともある。
一度だけマックスが変身したことがある。
シーズン7の32話において、同じ種族であるガルヴァニクス・メカモルフが登場している。
エイリアンフォースおよびアルティメットエイリアンでは登場しなかったが（後者ではオープニングのみの登場）、オムニバースにて再登場。同シリーズにて、彼を含めたガルバニック・メカモルフは皆、ガルヴァンBのテラフォーミング実験で偶然に誕生した人工生命体であることが判明した。
ダイヤモンドヘッド（Diamondhead）
- 出身：惑星ペトロピア
- 種族：ペトロサピエン
- マーク位置：左胸・胸部（エイリアンフォース）・腰（オムニバース）
- 語源：「diamond」（ダイヤモンド）+「head」（頭）

頑丈な結晶の体をしたエイリアンヒーロー。
ほぼ完全な防御力を誇り、光線を反射させることもできる。腕を剣や盾のように変形させたり、欠片を手裏剣のように飛ばして戦う他、地面から結晶体を隆起させ攻撃や防御も可能。音の攻撃に弱く、受けると全身にヒビが入り弱ってしまう。
エイリアンフォースではシーズン7にてクロマストーンが一時的に消滅してからの再登場。クロマストーンの残滓が混ざったことで体色が変化してパワーアップしており、ヴィルガクスを圧倒する戦闘能力を見せた。クロマストーン復活後も使用されている。
シーズン2にてグウェンが変身したことがあり、その際は女性型のスリムな姿となっていた。
リップジョーズ（Ripjaws）
- 出身：惑星ピスキス
- 種族：ピスキスヴォーラン
- マーク位置：左胸・胸部（アルティメットエイリアン）・腰（オムニバース）
- 語源：「rip」（破る）+「jaws」（顎 / ジョーズ）

チョウチンアンコウのような部位を持つ魚人型のエイリアンヒーロー。
水中でも呼吸ができ、鋭い牙と爪、強力な顎と深海の水圧にも耐える体躯を持つ。水中ではほぼ無敵と言える強さだが、水がない陸上では息ができず命を繋ぐこともままならない。泳ぐときは下半身が尾びれになる。アクシデントでヒートブラストと合体し、地獄のような苦しみを味わったこともある。
シーズン8にて、このエイリアンヒーローと同種族の配管工が登場したほか、自身も名乗りもないが一瞬だけ再登場している。
アルティメットエイリアンでのデザイン変更により鯰のような姿になったが、オムニバースで無印に近いデザインに再変更された。
スティンクフライ（Stinkfly）
- 出身：惑星レピドプテラ
- 種族：レピドプテラン
- マーク位置：顔面・額（オムニバース）
- 語源：「stink」（悪臭）+「fly」(ハエ）
  - そして、「butterfly」(チョウ）の洒落

昆虫型のエイリアンヒーロー。
変身してから戻るまでに地球を何周もできるほど空を高速で飛び、顔の側面から管状に伸びた四つの目や口から、嫌な臭いの粘液を発射する。外骨格が非常に硬く、尾の先端は刃物状になっている。泳ぐことはできず、羽が濡れると飛びにくくなり、毒やガスが苦手。
長編アニメ『オムニトリックスの秘密』に登場する監獄惑星『リンアーシコン』にて、このエイリアンヒーローと同種族のエイリアンが登場している。
アルティメットエイリアンではオープニングのみの登場だが、マーク位置は胸部になっていた。
オムニバースでも使用。口がはっきりしたデザインになっていた。
ゴーストフリーク（Ghostfreak）
- 出身：惑星エーノ・フェイトス
- 種族：エクトヌライト
- マーク位置：胸のひび割れの中・鎖の中心部（胸部）（オムニバース）
- 語源：「ghost」（お化け）+「freak」（奇形）

体のひび割れを不気味に動き回る単眼を持つ、幽霊型エイリアンヒーロー。
透明化や物体のすり抜け、他者への憑依、念力やテレパシーが使え、体内にも触手等の様々な仕掛けがある。オムニバースでは鉤爪も使用し、その際ドローンを易易と切り裂いている。体が汚れると能力は無効になりやすく、強い光が苦手。完全な闇である宇宙空間では力が増幅する。
エクトヌライトはDNAレベルになっても自我が残る種族で、ベンのオムニトリックスに入っていたDNAはジスケアーのもので、シーズン2でベンと離反して以来しばらくはエイリアンヒーローとして登場しなかった。エイリアンフォースよりベンのエイリアンヒーローとして再登場する。
シーズン9（未放送）では、暴走したアルティメットエイリアン達に捕まった時に変身した。
オムニバースではシーズン14からの登場。ジスケアーが頭巾を被せられ、体中に枷鎖をつけられたようなスリムなデザインに変更されていた。エイリアンフォースにてジスケアーに憑依された際に別のDNAを取得していたようで、ジスケアーが完全に消滅してからも引き続き使用できている。ノックアウトされた際に目を回すなどのコミカルな面を見せたことも。
- 企画当初の頃からオムニトリックスの中に悪役が潜むというアイデアは決まっていた。ゴーストフリークが生み出された後、制作陣はシーズン1に向け、視聴者がゴーストフリークに疑いを持たせるような会話を作り上げた。

ヒートブラスト（Heatblast）
- 出身：惑星パイロス
- 種族：パイロナイト
- マーク位置：胸部
- 語源：「heat」（熱）+「blast」（爆破）

燃える頭部と溶岩の体を持つエイリアンヒーロー。ベンが作中で最初に変身したエイリアンヒーローでもある。
腕や口から火炎や熱線を放ち、また吸収できる。炎を集めて雲を作り、飛行も可能。大量の水に弱い。
ベンが風邪をひいた時には、炎が青白くなり冷却光線が出てしまった。
一度だけグウェンが変身したこともある。
キャノンボルト（Cannonbolt）
- 出身：惑星アルブリア
- 種族：アルブリアン・ペラローパ（ネビュリアン・ペナロータ）
- マーク位置：額・腹部（エイリアンフォース以降）
- 語源：「cannonball」（大砲の弾）+「lightning bolt」（落雷）

シーズン2から登場。大きくずんぐりした体型のエイリアンヒーロー。離脱したゴーストフリークの後釜。XLR8に変身しようとオムニトリックスを弄っていた時に偶然誕生した。
首にあたる部分がなく、胴体がそのまま顔になっている。バランスが悪く鈍重で、初めてこれに変身した時のベンはよく転んでいた。アルマジロのように手足を身体に丸め込んでボール状になると非常に素早く動くことができ、宇宙空間から大気圏に突入しても燃え尽きない強度がある。
- 当初はシーズン1から登場する予定だったが、ゴーストフリークが代わりに入ってシーズン2からの登場となった。

アルティメット・キャノンボルト（Ultimate Cannonbolt）
形状は然程変わらないが、金属質な姿となったアルティメットフォーム。背中の甲殻は分厚い鋼鉄プレートのように変化して更に頑丈となった。各部甲殻からは円錐台の突起が生え、ボール状になると突起をスパイクのように尖らせて棘付き鉄球のようになる。
ワイルドバイン（Wildvine）
- 出身：惑星フローズヴェルダンス
- 種族：フロラナ
- マーク位置：胸部・腰（オムニバース）
- 語源：「wild」（野生）+「vine」（つる植物）

シーズン2から登場する、植物型エイリアンヒーロー。
全身の部位は伸縮自在のうえ硬化でき、爆弾になる種子を生み出す。植物と同化することもできる。太陽光を浴びると最大の力を発揮する。毒に弱い。
エイリアンフォースおよびアルティメットエイリアンでは登場しなかったが（後者ではオープニングのみの登場）、オムニバースにて再登場。同シリーズにて登場したエイリアン人権活動家パックスもこの種族である。
ベンウルフ / ブリッツウルファー（Benwolf/Blitzwolfer）
- 出身：惑星ルナ・ロボ（惑星エーノ・トランジルの衛星）
- 種族：ロボアン
- マーク位置：腰・胸部（アルティメットエイリアンのオープニング以降）
- 語源：
  - ベンウルフ：「Ben」（ベン）+「wolf」（オオカミ）
  - ブリッツウルファー：「blitz」（ドイツ語で「雷」） +「wolf」（オオカミ）+「Wolf Blitzer」（ウルフ・ブリッツァー）

シーズン3で登場する、口が十文字に開く、狼男型エイリアンヒーロー。口から怪音波を放つ。
アルティメットエイリアンではオープニングのみに登場。
オムニバースでは名前がブリッツウルファーに変更され、それに伴い少しマッシブな外見になった。
ベンマミー / スネアー・オー（Benmummy/Snare-oh）
- 出身：惑星エーノ・クフォス
- 種族：ザップ・クファン
- マーク位置：右手の甲・腰（オムニバース）
- 語源：
  - ベンマミー：「Ben」（ベン）+「mummy」（ミイラ)
  - スネアー・オー：「snare」（罠）+「pharaoh」（ファラオ）

シーズン3から登場する、ミイラ男型エイリアンヒーロー。
全身が包帯のような物体で、どんな隙間にも入り込める。包帯による攻撃が多彩で念動力も使える。
アルティメットエイリアンではオープニングのみに登場しているが、マーク位置は分かりにくくなっている。
オムニバースでは名前がスネアー・オーに変更された。
ベンビクター / フランケンストライク（Benvicktor/Frankenstrike）
- 出身：惑星エーノ・トランジル
- 種族：トランジリアン
- マーク位置：腹部・右胸（オムニバース）
- 語源：
  - ベンビクター：「Ben」（ベン）+「Victor Frankenstein」（ヴィクター・フランケンシュタイン)+ビクター（DNA提供元にしてジスケアーの部下）
  - フランケンストライク：「Frankenstein」（フランケンシュタイン）+「strike」（殴る)

シーズン3で登場する、フランケンシュタイン型エイリアンヒーロー。
体からは電磁力が流れ、背中から突き出た特殊なテスラコイルを使って電気や磁力を操る。
アルティメットエイリアンではオープニングのみの登場。
オムニバースでは名前がフランケンストライクに変更され、それに伴いよりマッシブな外見になった。
アップチャック（Upchuck）
- 出身：惑星ペプトスXI
- 種族：ゴルマノ
- マーク位置：左手の甲・胸部（エイリアンフォース以降）
- 語源：「upchuck」（吐く)

シーズン3から登場する、カエル型エイリアンヒーロー。
食べた物質をエネルギー弾に変換して口から発射できる。伸縮自在の舌が四本あり、胃も四つある。食べたものが高エネルギー物質であるほどエネルギー弾の破壊力も上がる。なお、普通の食物は摂取できない。
- 没デザインの多くは、スピッターやアークティグワナ、悪役のスプロートへのデザインに流用された。

ディトー（Ditto）
- 出身：惑星ハートア
- 種族：スプリクソン
- マーク位置：額
- 語源：「ditto」（語表現：「右に同じ」 / 「同じく」 / 「私も」)

シーズン4で登場する、子供程度の人型エイリアンヒーロー。
パワーやスピードはこれといって特筆することはないが、際限なく分身してそれぞれが別の行動をすることができる。ただし、一人がダメージを負うと全てに伝わってしまう。
アルティメットエイリアンではオープニングのみの登場だが、この時マーク位置は胸部になっていた。
ウェイビッグ（Way Big）
- 出身：不明
- 種族：トクスター
- マーク位置：胸部
- 語源：「way big」（すごく大きい)

シーズン4から登場する、巨人型エイリアンヒーロー。
銀河で最も希少種らしい。頭から爪先まで30メートルの超巨体で、ベンが変身できるエイリアンヒーローの中で最も大きい。全軍隊を破壊するほどのパワーを持つ。ウルトラマンをモチーフにしたデザイン。
アルティメット・ウェイビッグ（Ultimate Way Big）
シーズン9に登場。更に巨大になり、赤かった部分の一部が青になった。
アイガイ（Eye Guy）
- 出身：惑星サイトゥラ
- 種族：オプティコイド
- マーク位置：腰
- 語源：「eye」（目）+「guy」（男)

シーズン4から登場する、百々目鬼型エイリアンヒーロー。
体中に大小様々な眼球が付いていて、顔には眼がない。眼球からビームを発射でき、トンボのような視界を持つが、その分見たくない光景も常人の倍以上に鮮明に映ってしまう。
アルティメットエイリアンではオープニングのみの登場だが、この時マーク位置は胸部にある。
オムニバースでは胸部以外からもビーム攻撃を行えるようになった。胸部の眼球は全身の眼球の瞼を閉じた時のみに露出するようになり、そこから放たれるビームは通常よりも威力が増すようになった。
スピッター（Spitter）
- 出身：惑星スカルパスク
- 種族：スピロイド
- マーク位置：腹部・額（オムニバース）
- 語源：「spitter」（唾の者)

手足の生えたクジラのようなエイリアンヒーロー。口からヘドロのようなものを吐き出す。ベンが大人になってから使えるようになる。
バズショック（Buzzshock）
- 出身：惑星ノーズディーン・クエイザー
- 種族：メガウォット
- マーク位置：胸部・頭頂部（オムニバース）
- 語源：「buzz」（ビリビリ）+「shock」（電撃)

緑色のメガウォット（後述）のような外見のエイリアンヒーロー。電気を操る。ベンが大人になってから使えるが、オムニバースにて再登場したことから、16歳から使えていた様子。
アークティグアナ（Arctiguana）
- 出身：惑星エクスネリィ
- 種族：ポーラ・マンザーディル
- マーク位置：左手の甲・胸部（オムニバース）
- 語源：「Arctic」（北極）+「iguana」（イグアナ)

サメとイグアナを合わせたような外見のエイリアンヒーロー。口から冷気を出し相手を凍らせる。ベンが大人になってから使えるようになるエイリアンだが、オムニバースにて再登場したことから、16歳から使えていた様子。
アルティメット・アークティグアナ（Ultimate Arctiguana）
オムニバースにてアルビードのみ使用。ヒレと肩が冷気に覆われたマッシブな外見になり、肩のキャノンからパワーアップした冷凍光線を撃ち出せる。マーク位置はヒレの上部。

### シーズン5〜7
『エイリアンフォース』及び『謎のチップを追え!』から登場。
グープ（Goop）
- 出身：惑星ヴィスコシア
- 種族：ポリモルフ
- マーク位置：スライムの中央部・円盤の上部（オムニバース）
- 語源：「goop」（スライム)

スライム型のエイリアンヒーロー。恐らくアップグレードの後釜。変身時にはベンの骨格と肉体も溶ける。頭の上に浮いている小さなUFOのような物体でスライムを操り、声もそこから出る。体型を自在に変えられ、どんな攻撃にも耐えられる。また、酸性の物質を吐くことができる。なお、体重は90kg。
弱点は円盤部分にある反重力プロジェクターのスイッチで、それを切るとスライム体が動けなくなる。
オムニバースでは腕が少し大きくなった。
スワンプファイアー（Swampfire）
- 出身：惑星メタノス
- 種族：メタノシアン
- マーク位置：胸部・腰（オムニバース）
- 語源：「swamp」（沼）+「fire」（火)

腐葉土に覆われた植物人間型のエイリアンヒーロー。ヒートブラストとワイルドバインの後釜で、オムニトリックス進化後にベンが初めて使用したエイリアンヒーローでもある。
体内で生成されるメタンガスで手から炎を噴射し、その勢いで飛ぶこともできる。植物の成長を操り、体から飛ばした種子から蔓を伸ばして拘束も可能。再生能力が非常に高く、腕を切断されてもすぐに接合できる。
体の臭いゆえに気配を悟られやすく、変身前から受けていたダメージはそのまま伝わる。
オムニバースではアルティメットエイリアン以前の外見だったが、変身していくごとに開花（成長）。最終的に壮年のアメコミのヒーローのような外見に落ち着き能力もパワーアップ、色も明るくなった。
アルティメット・スワンプファイアー
巨大な青い水晶玉に絡まった樹木のような姿になり、水晶の中に顔が浮かんで見える。火力が格段に上がり、手から青い超高温のエネルギーを噴射する他、腕の水晶玉を焼夷弾「ファイアボム」にして攻撃できる。
クロマストーン（Chromastone）
- 出身：惑星モロテシ
- 種族：クリスタルサピエン
- マーク位置：胸部・右胸（オムニバース）
- 語源：「χρώμα」（ギリシャ語で「色」）+「stone」（石)

結晶の体をしたエイリアンヒーロー。ダイヤモンドヘッドの後釜。
超硬度なケイ素の体組織を持ち、レーザーなどの光線を吸収・発射する。
エイリアンフォースシーズン3（シーズン7）で、ヴィルガクスによって砕かれてしまうが、後にオムニトリックスへの遺伝子提供者であるスジライト（後述）が出現し、まだ変身できることを告げ、アルティメットエイリアンにて再登場する。
オムニバースでも登場。当初はアルティメットエイリアン以前の外見だったが、次に変身した時には前述のスワンプファイアーのように成長していたのか、スリムな外見になり、体から生える結晶体も増加していた。
ビッグチル（Big Chill）
- 出身：惑星カリマイース
- 種族：ネクロフリージァン
- マーク位置：胸部・腰（オムニバース）
- 語源：「big」（大きい）+「chill」（寒気)

青い蝶のような姿をした幽霊型のエイリアンヒーロー。ゴーストフリークの後釜。
触角と翅を折り畳むと外套を纏ったような姿になる。口から吐く冷気や、手から放つ冷凍光線で相手を凍結させる。また、幽体化によって物質をすり抜けることができ、すり抜け際に凍結させることもできる。
ネクロフリージァンは80年周期で無性生殖の産卵をする種族で、産卵期に入ると金属を大量に食べるようになる。変身するベンにも影響が現れ、女心が分かるようになったり、酸っぱい物（作中ではピクルス）を大量に食べていた。
オムニバースでは猫背の覆面レスラーのような筋肉質なデザインに変更し腰にベルトを着ける。
アルティメット・ビッグチル（Ultimate Big Chill）
全身が赤くなり、目の周りや翅と触覚が炎のような形状に変化。冷気の他に、アイスフレイムという燃え広がった後に一瞬で凍りつく超低温の炎を操れるようになる。
ヒューモンガソー（Humungousaur）
- 出身：惑星テラディノ
- 種族：ヴァクサソリアン
- マーク位置：胸部・タスキ中心部（オムニバース）
- 語源：「humongous」（でかい）+「dinosaur」（恐竜)

ディノサウロイド型エイリアンヒーロー。戦闘スタイルが似たフォーアームズの後釜。
力が強く、最大18メートルまで巨大化できる。巨大化に伴って皮膚が甲殻化し、尻尾の先にステゴサウルスのような四本のスパイクが生える。
オムニバースではタスキを付けたようなデザインになった。
アルティメット・ヒューモンガソー（Ultimate Humungasaur）
肌が緑色になり、棘の生えた兜や甲羅を纏ったアンキロサウルスのような姿になる。パワーが更に増大し、36メートルまでに巨大化できるようになる。尻尾の先には棘付き鉄球を備え、両手を四門のミサイル砲に変化させることも可能となった。
ブレインストーム（Brainstorm）
- 出身：惑星エンセファローネス
- 種族：セレブロックル・ステシアン
- マーク位置：腹部
- 語源：「brain」（脳）+「storm」（暴風）

カニ型のエイリアンヒーロー。同じく頭脳タイプのグレイマターの後釜。
非常に大きな脳と高い知能を持つ。手のハサミや甲殻を開いて剥き出しにした脳から稲妻を放つこともでき、脳に直接ダメージを与える音波攻撃が苦手。
ジェットレイ（Jetray）
- 出身：惑星エアロペラ
- 種族：エアロフィビアン
- マーク位置：胸部
- 語源：「jet」（ジェット機）+「ray」（エイ / 光線）

オニイトマキエイのような姿のエイリアンヒーロー。スティンクフライの後釜。
音速以上の速さで泳ぎと飛行ができ、星間飛行も可能。肉体は衝撃や放射線、熱や砲弾に耐える頑丈さがある。眼や爪先からビームを放つ。
オムニバースではスティンクフライが再登場したからなのか、使用されていない。
スパイダーモンキー（Spidermonkey）
- 出身：惑星アランハスチミア
- 種族：アラクナチップス
- マーク位置：胸部
- 語源：「spider」（クモ）+「monkey」（サル）
  - そして、「spider monkey」（クモザル）は猿の一種
  - そして、「Spider-Man」（スパイダーマン）の洒落

六本の手足が生えた青いサル型のエイリアンヒーロー。戦闘スタイルが似たXLR8の後釜。
手足の数を活かした素早い動きと、尻尾の先から放つ粘糸を駆使したトリッキーな戦法が得意。
アルティメット・スパイダーモンキー（Ultimate Spidermonkey）
クモとゴリラを合成したような姿になり、二つに割れる顎と六つの眼を持つ。背中に生えた四本のクモの肢を使って歩き、巨体ながら動きも素早い。元の腕は二本に減っているがパワーは格段に上昇し、粘糸は口から吐くようになる。
エコーエコー（Echo Echo）
- 出身：惑星ソノロシア
- 種族：ソノロシアン
- マーク位置：胸部・額（オムニバース）
- 語源：「echo」（反響）
  - 繰り返されて反響を暗示

シリコンの体を持つ小柄なエイリアンヒーロー。能力からしてディトーの後釜と思われる。
口から放つ超音波で攻撃や防御、索敵ができる。自分の分身を作り出すことができ、団体攻撃が可能。シーズン8では3人に分身した状態からベンの姿に戻り、それぞれが別のエイリアンヒーローに変身するという荒業を披露したが、コンビネーションが上手くいかずに結局一人のベンに戻った。
アルティメット・エコーエコー（Ultimate Echo Echo）
青いロボットのような姿になり、身長も2倍ほど（ベンと同じ位）に伸びている。肩と腕に装備されたディスクから超音波を放ち、ディスクは自在に飛ばして操れる。超音波を利用して空を飛ぶことも可能。以前と同じく口から超音波を出せる。
エイリアンX（Alien X）
- 出身：万物の源
- 種族：セレスティアルサピエン
- マーク位置：胸部
- 語源：「alien」（エイリアン）+「X」（未知 / 10）

体が真っ黒で角がある人型のエイリアンヒーロー。想像を実現させる全能のパワーを有する。
セレスティアルサピエンは二つの自我を有する種族であり、エイリアンXはベリカスとセレナのどちらかと意見を合わせなければ活動することができず、初変身時には果てしない議論を終わらせるためにベンを封じ込めようとした。
オムニバースでは筋肉質なデザインに。
ナノメック（Nanomech）
- 出身：惑星ハイヴ
- 種族：ナノメシオン
- マーク位置：胸部・顔面（オムニバース）
- 語源：「nano」（ナノ / 微小）+「メカ」（海外で使われている日本語：ロボットメカ、ガンダムのように）

『謎のチップを追え!』から登場する、極小サイズのエイリアンヒーロー。
機械的な体に単眼を持ち、背中に生えた二枚の羽で虫のように羽音を立てて飛行する。体が小さいので声も小さく、赤ん坊のような可愛らしい声をしている。
アルティメットエイリアンからは羽が四枚になり、鎧を纏ったような姿になっている。稲妻を操ることもできる。目に当たる部位から黄緑色の光弾を放つことが出来る。
ロードスター（Lodestar）
- 出身：不明
- 種族：バイオサバティアン
- マーク位置：胸部
- 語源：「lodestone」（ロードストーン / 磁鉄鉱）+「star」（星）+「lodestar」（ポラリスを意味する古語の英語）

シーズン7から登場するエイリアンヒーロー。
黄色と黒の縞模様の体を持ち、盛り上がった両肩の間に金属的な頭部が浮いている。
磁力を操って金属を動かしたり、バリアーを張ることができる。また、体を粉々にされても再生が可能。
ラス（Rath）
- 出身：惑星アポプレキシア
- 種族：アポプレキシアン（Appoplexian）
- マーク位置：胸部
- 語源：「wrath」（怒り心頭）
  - そして、元の英語では、知性の低さを示すために「rath」と間違ったスペルで綴られている

第7シーズンから登場する、トラのような姿をした獣人型エイリアンヒーロー。恐らくワイルドマットの後釜。
拳に生えた伸縮する鉤爪や鋭い牙、野生本能による優れたパワーとスピードが武器。
非常に喧嘩っ早く、些細なことで怒るが、曲がったことは許せない性格。口癖は「良いことを教えてやろう、（相手のフルネーム）」。水が苦手で、しぶきがかかるだけでもパニックを起こす。
オムニバースではひょんなことからスペイン語で喋り、外見がルチャドールのようになってしまったことも。
アルティメット・ラス（Ultimate Rath）
オムニバースにてアルビードのみ使用。ジャケットを着たようなマッシブな外見になり、鉤爪が肥大化、肘からも鉤爪を生やしている。

### シーズン8・9
『アルティメットエイリアン』及び『Heroes United』から登場。
ウォーターハザード（Water Hazard）
- 出身：アンドロメダ星雲
- 種族：オリシャン
- マーク位置：胸部
- 語源：「water hazard」（ウォーターハザード）

甲殻類のような二足歩行のアンドロイド型エイリアンヒーロー。手から噴出する高圧水流を自在に操り、敵の水分も吸収する。一定時間水中でも呼吸が可能。
アルティマトリックスでスキャンしたことにより、ベンが新たに変身可能になったアンドロメダ星雲出身のエイリアンの一体で、遺伝子提供者はバイバルヴァン。
アンプフィビアン（Ampfibian）
- 出身：アンドロメダ星雲
- 種族：アンペリ
- マーク位置：胸部
- 語源：「ampere」（アンペア）+「amphibian」（両生類）

触手状の四本腕と二本脚を持つクラゲのような姿のエイリアンヒーロー。
電気の放射、吸収、体を電気に変えて電線を移動、脳内の電気信号から相手の思考を読み取る。電磁力で空中浮遊し、空気のない水中や宇宙空間でも活動可能。防御力は低く、電気を吸収する敵は苦手。
遺伝子提供者はラァード。
アルマドリロ（Armodrillo）
- 出身：アンドロメダ星雲
- 種族：タルフィデン
- マーク位置：胸部
- 語源：「armor」（鎧）+「drill」（ドリル）+「armadillo」（スペイン語で「アルマジロ」）

黄色いロボットチックな姿をしたエイリアンヒーロー。
知能は低いが、剛力と装甲車並みの頑丈なボディを持ち、地面を強打して地震を起こし、前腕を削岩機のように振動させたり手をドリルに変えて対象物を破壊する。
遺伝子提供者はアンドレアス。
テラスピン（Terraspin）
- 出身：惑星アルダブラ
- 種族：ジオチロンアエリオ
- マーク位置：胸部
- 語源：「terrapin」（アルゴンキン語で、「カメ」）+「spin」（回す）

二足歩行する海亀のような姿をしたエイリアンヒーロー。
風車のように回転することで強風を起こし、飛行したり、風圧で相手の能力を無効化できる。
遺伝子提供者はガラパゴス。
NRG（NRG）
- 出身：アンドロメダ星雲
- 種族：プリピャトシアン-B（プリピャチに由来）
- マーク位置：スーツの胸部・本体のバンドの中心部（胸部）
- 語源：「energy」（エネルギー）

原子炉容器のようなスーツを纏ったエイリアンヒーロー。その本体は人型の核融合生物（生きた核融合エネルギー）であり、体から発生する高熱や地中のマグマを噴射させて戦う。スーツの重量のため動きは鈍重だが、本体は身軽で飛行能力も有する。
遺伝子提供者はパンドル。
クロックワーク（Clockwork）
- 出身：不明
- 種族：クロノーサピエン
- マーク位置：胸部
- 語源：「clockwork」（ぜんまい仕掛け）

時間を操る重金属のロボット型エイリアンヒーロー。胸部からは光線を放つが、鈍重で速く動けない弱点がある。
ショックスクワッチ（Shocksqatch）
- 出身：惑星パタースンニア
- 種族：ギルミノピテクス
- マーク位置：胸部・腰（オムニバース）
- 語源：「shock」（電撃）+「Sasquatch」（ビッグフット）

『Heroes United』から登場。イェティ型のエイリアンヒーロー。野生本能による身体能力の高さに加え、全身から高圧の電撃を発生させる。
オムニバースでは黄色いビッグフットのような外見になった。
ジュリーリッグ（Juryrigg）
- 出身：惑星アウル・ターヘン
- 種族：プランチャクーレ
- マーク位置：胸部・腰（オムニバース）
- 語源：「jury-rig」（場しのぎの修理する）

シーズン9から登場。グレムリンに似たエイリアンヒーロー。
悪戯や悪ふざけが大好きで、機械を壊したり改造することに強烈な快楽を見出しており、ベン自身でもその欲求を抑えることは困難である。
彼の作り替えた機械は応急装備同然のものであり、一部を除いてすぐに壊れやすい。硬い金属を素手で引き裂けるほどの力を持つが、自分よりも大きな生物相手には弱い。
オムニバースではパイロットのような服装になった。
ファストトラック（Fasttrack）
- 出身：惑星チャリビス
- 種族：チートラカヤー
- マーク位置：胸部
- 語源：「fast track」（発展を早める）

両腕にスパイクを持つ、二足歩行するチーターのような姿のエイリアンヒーロー。XLR8の後釜。
XLR8より走るのは少し遅いが、力が強い。運動神経が高いが、走りすぎると疲れやすい。
オムニバースではXLR8が再登場したためか、使用されていない。
カメリアン（Chamelien）
- 出身：不明
- 種族：メーリンサピエン
- マーク位置：胸部
- 語源：「chameleon」（カメレオン）+「alien」（エイリアン）

赤、緑、青の3色に分かれた目を持つ、二足歩行するカメレオンのような姿のエイリアンヒーロー。
専ら索敵用で透明化でき、壁や天井を這い回る。
オムニバースでは使用されていない。
イートル（Eatle）
- 出身：惑星コリープ・テラ
- 種族：オリクチニ
- マーク位置：胸部
- 語源：「eat」（食べる）+「beetle」（甲虫類）

大柄のカブトムシと二足歩行のロボットを組み合わせたような姿のエイリアンヒーロー。
怪力に加えて食べたものをエネルギーに変え、角から強力なビームとして発射する。
アルティメットエイリアンではロボット寄りのデザインだったが、オムニバースではカブトムシに近いデザインに変更された。

### シーズン10以降
『オムニバース』から登場。
フィードバック（Feedback）
- 出身：テスラヴォアー星雲
- 種族：コンダクトイド
- マーク位置：胸部
- 語源：「feedback」（フィードバック）

単眼の黒い悪魔のような姿をしたエイリアンヒーロー。
コンセントのような頭の触角や尻尾の先についた突起物、放射口でもある指先から敵のエネルギーを吸収し、青い電流にして撃ち出す。
実はベンが11歳の夏休みが終わった後から使っていたエイリアンヒーロー。使い勝手の良さから重宝、愛用されていたがマルウェアによって分離、消滅させられていた事がシーズン12にて発覚。その後ベンが16歳となった後のマルウェアとの決戦にて、彼に取り込まれた時にDNAを得た事で再び変身可能になり、マルウェアに引導を渡した。以降も使用されている。
ブロックス（Bloxx）
- 出身：惑星ポリオミナス
- 種族：セグメンタサピエン
- マーク位置：胸部
- 語源：「blocks」（ブロック）

玩具のブロックで作られたゴリラのようなエイリアンヒーロー。
体は自在に変形させることができ、破壊されても再生できるが、化学物質を用いた攻撃には弱い。
グレイバタック（Gravattack）
- 出身：衛星ケプロー
- 種族：ガリリアン
- マーク位置：額
- 語源：「gravity」（重力）+「attack」（攻撃）+「gravestone」（墓石）

岩石のような風体をしたエイリアンヒーロー。
その頑強な外見に反して、重力を操る事を得意とし、その発展としてブラックホールの生成もできる。惑星のように変形して宙に浮く事も可能。但し重力の使用は時間制限付きで、生成したブラックホールも操作不能になる事もある。
アルティメット・グレイバタック（Ultimate Gravattack）
オムニバースにてアルビードのみ使用。惑星形態から腕が生えたような姿になり、周囲には3体の小型化した自身を衛星のように従えている。パワーアップした重力を使ってベンを苦しめた。
クラッシュホッパー（Crashhopper）
- 出身：不明
- 種族：オーソプテラン
- マーク位置：腹部
- 語源：「crash」（衝突）+「grasshopper」（バッタ）

二足歩行のバッタのようなエイリアンヒーロー。
強靭な脚力を誇り、40メートル以上を一跳びにできる。着地した時に衝撃波も引き起こす。
ボールウィーブル（Ball Weevil）
- 出身：惑星アトロシウス0
- 種族：不明
- マーク位置：胸部
- 語源：「ball」（ボール）+「boll weevil」（ワタミハナゾウムシ）

フンコロガシ型エイリアンヒーロー。
爆発する粘液を口から出し、こねて爆弾や鞭、檻を生成する。
ザワースト（The Worst）
- 出身：惑星アトロシウス0
- 種族：アトロシアン
- マーク位置：出臍（腹部）
- 語源：「the worst」（最低）

シーズン11から登場。小柄の黄色い肥満体のエイリアンヒーロー。
皮が分厚いのでダメージは少ないが、やはり痛覚と蓄積ダメージの限度がある上に、攻撃力がその名の通り最低。そのためベンはこれに変身してしまった際には大きなショックを受ける事が常である。
ウォーカトラウト（Walkatrout）
- 出身：惑星ギリ-ぺランビュラス・プロムナード
- 種族：イクチペランビュロイド
- マーク位置：腹部
- 語源：「walk about」（徒歩による小旅行）+「trout」（淡水魚）

シーズン11から登場。二足歩行の小柄な魚のようなエイリアンヒーロー。
滑りやすい体をしており、ザワースト同様防御にしか能がないが、あちらとは異なり水中でも活動可能。
ペスキーダスト（Pesky Dust）
- 出身：惑星ネミュイナス4
- 種族：ネミュイナ
- マーク位置：胸部
- 語源：「pesky」（厄介な）+「dust」（塵）

シーズン11から登場。妖精型のエイリアンヒーロー。
体から出す鱗粉で相手を眠らせ、様々な夢を見せる事が得意。夢の中に入り込む事もできる。
モールスタッシュ（Mole-Stache）
- 出身：不明
- 種族：不明
- マーク位置：腰
- 語源：「mole」（モグラ）+「mustashe」（口髭）

シーズン11から登場。ハダカデバネズミ型のエイリアンヒーロー。
口髭を自由に操って戦う。モグラのように地中を掘り進む事も可能。
キッキンホーク（Kickin Hawk）
- 出身：不明
- 種族：不明
- マーク位置：腹部
- 語源：「kicking」（蹴ること）+「hawk」（タカ）+「chickenhawk」（チキンホーク）

シーズン11から登場。鳥人型のエイリアンヒーロー。リアムという悪党エイリアンのDNAを得たことで使用可能に。
腕に生えた刃と脚力を活かした接近戦を得意とする。
アストロダクティル（Astrodactyl）
- 出身：惑星テラディノ
- 種族：不明
- マーク位置：左肩
- 語源：「astro」（宇宙の）+「pterodactyl」（翼竜）

シーズン12から登場。プテラノドンを人型にしたようなエイリアンヒーロー。
ジェットパックで飛行し、口から放つ光線や腕から出すビームの鞭を用いて戦う。ジェットパック依存の飛行のため弱点にもなっている。
ブルフラグ（Bullfrag）
- 出身：不明
- 種族：インカーシアン
- マーク位置：首飾り
- 語源：「bullfrog」（ウシガエル）+「frag」（殺す）

シーズン12から登場。人型のカエルのようなエイリアンヒーロー。
舌を使った戦いが得意。胸を膨らませてジャンプ力も挙げられるが、かなりの悪臭がする。水中でも活動できるが息継ぎが必要。
トーピック（Toepick）
- 出身：不明
- 種族：不明
- マーク位置：胸部
- 語源：「toe pick」（スケート靴の刃の爪先部分）

シーズン12から登場。檻の仮面で顔を覆ったずんぐりした鬼のようなエイリアンヒーロー。
檻を開放して恐ろしい素顔を見せつけたり怪音波を出すことで相手に多大な恐怖を与える。ただし、前者は盲目、後者は耳が聞こえない相手に効果がなく、恐怖を抱かない相手にも同様。
アトミックス（Atomix）
- 出身：不明
- 種族：不明
- マーク位置：腰
- 語源：「atomic」（原子の）+「X」（未知/10）+「mix」（混ぜる）

シーズン13から登場する、緑色のエネルギーが体内を駆け巡るロボット型のエイリアンヒーロー。マークに似た模様のエネルギーコアが胸部にある。
緑に光る核エネルギーを用いて戦闘し、溜め技の際には「ハミナ・ハミナ・ハミナ」と唱える。体が硬く飛行も可能だがスタミナが切れやすい。
ガットロット（Gutrot）
- 出身：不明
- 種族：不明
- マーク位置：マスク
- 語源：「rotgut」（低品質のアルコール飲料）

シーズン14から登場した、特殊作業員のようなエイリアンヒーロー。
体内の化学物質で生成した様々なガスを放出したり、周囲のガスを吸引できるほか、見かけによらずジャンプ力も優れている。化学物質を内包している関係上、火が弱点。
ワンパイア（Whampire）
- 出身：惑星エーノ・ヴラディアス
- 種族：ヴラダット
- マーク位置：腰
- 語源：「wham」（ドカンという音）+「vampire」（吸血鬼）

シーズン14から登場した、ドラキュラ型のエイリアンヒーロー。トランジル伯爵のDNAを得たことで変身可能になった。
敵のエネルギーの吸引や目から放つ催眠、煙や小さな蝙蝠に変身したり、相手の体内の透視、天井から逆さまに立つなどの吸血鬼や蝙蝠に由来する多彩な能力を持つ。赤外線も視認できるが日光が非常に苦手で、浴び続けると死に至る。

## アイテム
オムニトリックス
10種類のエイリアンヒーローに変身できる能力を持った特殊な腕時計型デバイス。開発者はガルヴァン星人のアズマス博士。
無印（シーズン1〜シーズン4）
一度腕に張り付くと、装着者のDNAと融合して離れなくなる。ただし、シーズン2第26話において、ヴィルガクスは強制的にこのウォッチを外させた。
本体のスイッチを押すとパネルのエンブレムが菱形に変わって飛び出し、エイリアンヒーローの選択画面がシルエットで現れる。ベゼル操作でエイリアンヒーローを選択しパネルを押して変身する。違うエイリアンヒーローに変身してしまうこともあり、変身している間はエネルギー切れが起きない限り別のエイリアンヒーローに変身することはできない。
エイリアンヒーローのDNAサンプルは惑星プライマスに保存されており、オムニトリックス自体は小型端末のような物。
シーズン2第25話でパネルが外れた際、2種類のエイリアンの遺伝子がベンに組み込まれてしまう。
また、第26話では、ベンがオムニトリックスをいじったことによりリミッターが解除され、ベンが念じるだけでエイリアンヒーローに変身できたが、ヴィルガクスによって強制的に外される寸前、ベンがリセットしてしまった。
元々オムニトリックスはザイリーンの巡洋艦の貯蔵庫でカプセルに密閉されたまま保管されていたが、オムニトリックスを狙うヴィルガクスの戦艦の砲撃でその巡洋艦が大破した際にそのカプセルが地球に向けて射出され、ベンの元に渡ったのである。
エイリアンがこのデバイスに（爪で引っ掻く、強く握るなどで）接触し、DNAが入り込むと、そのエイリアンと同様の能力と姿を持つエイリアンヒーローに変身できるようになる。ベンウルフ、ベンマミー、ベンビクターはこの方法で変身可能となった。
「オムニトリックスの秘密」では、自動誘導装置が付いていることが判明し、パネルのエンブレムが傾いた方向にかわして隕石などの衝突を回避する場面がある。
エイリアンフォース（シーズン5〜シーズン7）
シーズン5第1話では旧型のオムニトリックスが登場したが、しばらく起動していなかったせいか再起動状態となってしまう。しかし、ベンがオムニトリックスをいじったことでオムニトリックスが進化し、ベルトの色やボディーカラーは黄緑に変化、エイリアンヒーローの選択画面は立体映像で表示されるようになり、形状もよりシンプルになった。それにより、ダイヤモンドヘッド、ゴーストフリーク、キャノンボルト、アップチャック、ウェイビックを除くエイリアンヒーローは全く新しいものとなった。
また、変身した後にマークを押せば自由に変身解除できるようになり、エネルギーが残っている限り続けて変身も可能で変身している状態で瞬時に別のエイリアンヒーローに変わることも可能になった。エネルギーが切れれば強制的に変身が解除される点は変わらないものの、その際にオムニトリックスは赤くならない。さらに、探知機能やゼノサイトを除去させる際に音声を発し、音声入力などの機能も持っている。音声が発せられることを知った際、ベンはかなり驚いていた。
シーズン6にて、オムニトリックス（実際はブライマス）の中には約100万種類ものエイリアンDNAが入っており、普段は使いやすさや優先のためにリミッターがかけられ、10種類がランダムに設定されていることが判明する。シーズン6第77話にて、アズマスの手によってマスターコントロールが解除されたため、一時的に登録されているすべてのエイリアンに変身できるようになった。
また、オムニトリックス内のDNAの情報を他の生物に転写することもできる。
エイリアンフォース最終話で、自爆装置が作動して大破した。
オムニバース(シーズン10~)
スマートウォッチ型。ベンがオリジナルを受け取ってからアズマス博士がこのデバイスの開発に時間を費やしていた事がアルティメットエイリアンで時々言及され、最終回でアズマスからベンに渡された。そのため、オリジナルとは全くの別物である。エイリアンフォース時代の全ての機能に加えて、様々なエイリアンヒーローにランダムに変身する機能も搭載されている。
変身時にはディスプレイを長押しして、浮かび上がるエイリアンヒーローを選択する。但しエイリアンヒーローは全てアプリのアイコンのように表示されるため、劇中ではベンが目当てのヒーローに変身出来ず、苦戦を強いられるシーンが散見される。
アルティマトリックス
オムニトリックスの発展型。最大の特徴としてアルティメットフォームへの2段変身機能を持つ。
アズマスが開発していた試作段階のパネルをアルビードが盗み出し、コピーオムニトリックスに挿入することで完成させた。最終話で小型のガントレットのような形状になり、オムニトリックスを失ったベンに譲渡された。アルティメットエイリアン最終回にて、前述のオムニトリックスの譲渡のためにアズマス博士によって没収、消滅した。
　しかし、オムニバースにてアルビードがアルティメットエイリアンに変身する結晶を得たことで、アルビードのものとして復活してしまった。こちらは最初からアルティメットエイリアンに変身可能。最終的にアズマス博士の手によって無力化された。
配管工バッジ
配管工部隊の身分を証明するバッジ。バッジのマークはオムニトリックスのエンブレムに似ている。レーダーを搭載しており、他のバッジの居場所も特定できる。
フォトニックディスプレイスメント
DNAリアンが変装時に使う特殊マスク。通称「IDマスク」。ベンはハイブリードの基地に潜入した際にそれを使用した。シーズン7ではケビンが私生活時に着用していた。
無限の地図
「∞」の形をしたアイテムで、これを持っていると「万物の源」という場所へ行くことができる。
悪用を恐れたパラドックス博士によって四つのパーツに分けられ、惑星や異次元などに封印されている。
無限の地図が隠されている場所
1. 灼熱と極寒の惑星。ビックチルの種族「ネクロフリージァン」達が守る遺跡の奥に安置されていた。
2. 惑星ピシス。ほとんどが水で構成されており、核に存在する重力制御装置（無限の地図が変化した物）によって形が保たれている。
3. レジャードメイン。全ての魔力の源たる異世界。この世界の支配者であるアドウェイジャが所有するアルファルーンというアイテムが、実は無限の地図のパーツだった。
4. パープレックスヒドロン。宇宙に浮かぶ巨大な立方体の塊。内部には無数の部屋があり、移動する度に部屋自体が移動する。罠のある部屋だけを選んで進むことで、無限の地図の守護者センチネルの部屋にたどり着く。

ネメトリックス
Dr.サイコボスとマルウェアによって製造されたオムニトリックスの模造品。使用者は、Dr.サイコボスの部下である、カイバーの飼い犬。飼い主の犬笛の音色で変身することが可能だったが、ベンから盗んだオムニトリックスの安定器を搭載したことにより、飼い主がいなくても変身できるようになった。
変身できるエイリアンはオムニトリックスのエイリアンヒーローの天敵で、非情な性格のものが多い。これは、オムニトリックスが知覚を持つエイリアンのDNAしか受け取らない事を利用したためである。
知的生命体ではネメトリックスの凶暴なエイリアンをコントロールできないため、ネメトリックスは知覚に頼らない生命体しか使用することができない。
変身できるエイリアン
1. クラブドーザー。パイロナイトの天敵で、犀の頭と蟹の体が混ざったような姿をしている。岩のような体は頑丈で炎に強く、突進攻撃を得意とする。
2. バクリザード。レピドプテランの天敵で、蜥蜴に似た姿をしている。煙を噴いて粘液を分解したり、煙幕を張ることができる。
3. スラムワーム。タルフィデンの天敵で、嘴が生えた芋虫のような姿をしている。地中を高速で掘り進んで奇襲を仕掛け、酸を団子状にして吐く。
4. マルシレーター。クラッシュホッパーの天敵で、ブクブク太ったような姿をしている。体中に鳥黐状の嚢胞を備え、近づいた獲物を捕らえる。
5. テラーランチュラ。ボールウィーブルの天敵で、蜘蛛に似た姿をしている。足先に鋭い爪を備え、ウェブをバリア状に張ってボールウィーブルの粘液爆弾を無効化することができる。
6. ティラノピード。ヴァクサソリアンの天敵で、百足と獣脚類が混ざったような姿をしている。巨体から生まれるパワーと、額の突起から放つ粘糸が武器。
7. ヒプノティック。ネクロフリージァンの天敵で、蛾と蜂が混ざったような姿をしている。種族名はサイコオプティラン。翅を動かして鱗粉で渦を作り（この渦には幻覚作用があり、欲しいものが見えるようになる）、獲物が催眠状態に陥ったところを捕食する。
8. オムニボラシャス。ガルヴァンの天敵で、恐鳥類の姿をしている。隕石と気候の変動によって既に絶滅しており、ガルヴァンの博物館にある骨格標本からDNAを採取した。
9. ヴィーチェトパス。セレブロックル・ステシアンの天敵で、蛸に似た姿をしている。

ヘリックス
不毛の地だった衛星ガルヴァン・Bをテラフォーミングするためにアズマスが開発した、ピラミッド型の装置。ガルヴァニク・メカモルフ誕生のきっかけとなった。
アナイアラーグ
三次元宇宙の外にかつて存在した悪魔の文明・コンツメリアが生み出した最終兵器で、全宇宙を消滅させられる威力を持つ。

## 用語
ベルウッド
ベンたちの故郷である町。配管工の本部がある。
『オムニバース』では、その地下に地球外から集まった移民たちが形成した地下街が存在することが判明。独自の交通網が存在する。
エイリアンテクノロジー
エイリアンの生態データなどを元に発展した科学技術。
スモウスラマー
ベンたちの好きなゲーム。特にベンはスモウスラマーのシリアルのおまけとして付いているトレーディングカードを集めたりするほどのマニアである。その名のとおり相撲が元になっているが、ゲーム内には刀や手裏剣、弓などの武器が存在する。
ナル・ボイド
異次元に存在する流刑地。ここへの入り口を出現させる機械をナル・ボイドプロジェクターと呼び、配管工部隊の主要武器の一つとなっている。照射すると、異次元への入り口が開かれ、人や物に向けると、その光を浴びた者が異次元に送り込まれ封印される。
当初プロジェクターはラシュモア山にあった配管工部隊の秘密基地に保管されていた。しかし、ヴィルガクスが再び現れることを危惧したマックスがプロジェクターを持ち出した。その予感が的中し、第26話で再びプロジェクターを使用することになるが、その際にプロジェクターが故障し使えなくなってしまう。
シーズン5では、照射部分と照射スイッチ部分が分離でき、スイッチ部分を手榴弾として使える小型のプロジェクターや、投光機の形をした大型のプロジェクター（ケビン曰く「旧型」）も登場した。
ナルガーディアンやさまざまな怪物の他、ナル・ボイドに送られたエイリアンの子孫などが住んでいる。
万物の源
宇宙の外に存在する空間。セレスティアルサピエンス（エイリアンX）が誕生する場所で、そこでは無数のセレスティアルサピエンス達が永遠の議論を続けている。

## スタッフ

### ベン10
- 原作 - マン・オブ・アクション
- 監督 - アレックス・ソト
- シリーズ構成 - グレッグ・クライン、トーマス・パグスリー
- オリジナルキャラクターデザイン、アートディレクター - デイヴ・ジョンソン
- キャラクターデザイン・スーパーバイザー - トーマス・パーキンス
- 音楽 - アンディ・スターマー
- 音声監督 - クリス・ジマーマン
- プロデューサー - ケリー・クルーズ、ダナ・スミス
- エグゼクティブ・プロデューサー - サム・レジスター
- アニメーション制作 - カートゥーン ネットワーク・スタジオ
- 製作 - カートゥーン・ネットワーク

### エイリアンフォース、アルティメットエイリアン
エイリアンフォース、アルティメットエイリアンのスタッフはほぼ同一のため、まとめて記す。
- 原作 - マン・オブ・アクション
- 監督 - グレン・ムラカミ
- シリーズ構成 - ドウェイン・マクダフィ
- リード・キャラクターデザイナー - グレン・ワイ・リン・ウォン
- 音楽- クリストファー・カーター、マイケル・マッキション、ロリータ・リトマニス
- 音声監督 - アンドレア・ロマーノ
- プロデューサー - ダナ・スミス
- エグゼクティブ・プロデューサー - サム・レジスター（エイリアン・フォース）、トラム・ウィグゼル、ロブ・スワーツ、ロブ・ソーチャー（以上、アルティメットエイリアン）
- アニメーション制作 - カートゥーン ネットワーク・スタジオ
- 製作 - カートゥーン・ネットワーク

### オムニバース
- 原作 - マン・オブ・アクション
- 監督 - マット・ヤングバーグ
- シリーズ構成 - マット・ウェイン、シャーロット・フラートン
- キャラクターデザイン・アートディレクター - デリック・J・ワイアット
- 音楽- セバスチャン・エヴァンス二世
- 音声監督 - スー・ブルー
- 主題歌 - パリー・グリップ
- プロデューサー - ダナ・スミス、ヴィンセント・アニセト
- エグゼクティブ・プロデューサー - ブライアン・A・ミラー、ジェニファー・ペルフリー、トラム・ウィグゼル、ロブ・ソーチャー
- アニメーション制作 - カートゥーン ネットワーク・スタジオ
- 製作 - カートゥーン・ネットワーク

### ベン:10
- 原作 - マン・オブ・アクション
- 監督 - マン・オブ・アクション、ジョン・ファング
- スーパーバイジングディレクター - コリン・ヘック
- アートディレクター - ノーラン・オベナ
- リードキャラクターデザイン - チェイス・スタンドリー
- 音楽 -  ケヴィン・マンセイ
- 音声監督 - コレット・サンダーマン
- プロデューサー - シャリーナ・カールソン
- エグゼクティブ・プロデューサー - ブライアン・A・ミラー、ジェニファー・ペルフリー、トラム・ウィグゼル、ロブ・ソーチャー
- アニメーション制作 - カートゥーン ネットワーク・スタジオ
- 製作 - カートゥーン・ネットワーク

### 日本語版制作スタッフ
- プロデューサー - 末次信二（カートゥーン ネットワーク）
- 演出 - 高田浩光
- 翻訳 - 中村久世／おぐちゆり／鈴木紫穂（シーズン1〜4）、大川直美／横井和子（シーズン5・6）、大川直美／石渡恵里子（シーズン7〜）
- 調整 - 中西一仁（シーズン5・6）、高見元太（シーズン7〜）
- 制作 - 尾澤美牧
- 日本語版製作 - カートゥーン ネットワーク、ハーフ エイチ・ピー スタジオ
- 日本語版エンディングテーマ（シーズン1初回放送より）：the pillows『Ladybird girl』（2007年8月15日発売）
なお、日本語版エンディングテーマはスタッフクレジットが終わった時に流れていたが、エピソードの時間の都合によっては流れないこともあった。また、BS11放送時はこのエンディングテーマが用いられなかった。

## 声の出演
ベン10
エイリアンフォース・アルティメットエイリアン
オムニバース
ベン10

## 放映リスト
話数表記について、入れ替えのあるシリーズは日本・米国の話数を併記する。また、「エイリアンフォース」以降のカッコ内は通算話数を示す。

### 備考
- アルティメットエイリアン第6話は、東日本大震災被害または原発事故を想起させる描写が含まれていたため、2011年4月23日の本放送が中止された[20]。
- オムニバースの47話〜52話が2015年10月10日にベン10.10.10で12時〜放送された。
- ベン:10は15分枠で放送。

## 長編エピソード

### オムニトリックスの秘密（Ben 10: Secret of the Omnitrix）
ベン10初の長編エピソード。キーマンであるオムニトリックスの開発者が登場し、TVでは明らかにされなかったオムニトリックスの意外な秘密が明かされる内容となっている。オープニングは、3種のバリエーションがあるのも特徴（DVDでは4種類）。時系列的にはシーズン4とシーズン5の間にあたる。本作は4:3で制作されている。
ストーリー
アニモ博士は原子炉を使って、自らが開発したDNA爆弾を発射させ、地球を逆進化させるという恐るべき計画を企てていた。
それを知ったベンは、すぐに爆弾の破壊に向かい、博士の計画を阻止しようとする。爆弾は阻止したが、その際に発生した特殊なエネルギー波を浴び、その影響でオムニトリックスが異変を起こしてしまう。
夜、ベンはテトラックスと再会する。彼の話によると異変の原因は、オムニトリックスの自爆モードが作動したからだと告げられる。開発者であるアズマスに会えば自爆モードが解除出来ると聞き、ベンと宇宙船に密航したグウェンはアズマスに会うために宇宙へ向かう。

### ベン10:時との戦い（Ben 10: Race Against Time）
ベン10の実写テレビ映画作品。2007年11月21日に放送。日本では2009年8月7日に放送。時期列的には第4シーズンと第5シーズンの間にあたる。
ストーリー
アメリカ大陸横断旅行を終え、故郷ベルウッドに帰ってきたテニスン一家。普段の生活に戻ったベンだったが、謎のエイリアン、イオンが突如現れた。イオンはかつて配管工部隊に所属していたマックスらに捕らえられ、囚われの身になっていたはずだった。脱走を図ったイオンは最終兵器を起動させ、仲間を地球に呼び寄せた。果たしてベンはイオンの計画を阻止できるのか?
キャスト
- ベン・テニスン - グレアム・フィリップス（日本語吹替 - 冠野智美）
- グウェン・テニスン - ヘイリー・ラム（前田沙耶香）
- マックス・テニスン - リー・メジャース（たてかべ和也）
- サンドラ・テニスン - ベス・リトルフォード（小出悦子）
- カール・テニスン - ドン・マクマナス（清水明彦）
- キャッシュ - タイラー・パトリック・ジョーンズ
- JT - タイラー・フォードン
- ホワイト校長 - ロバート・ピカード（中博史）
- 老人 - サブ・シモノ
- ドリス・ダルトン - アロマ・ライト（磯辺万沙子）
- ホーキンス - ジェフ・ジェンセン
- ウィッティントン - マイケル・ランヤード
- ヒートブラスト（声）- デヴィッド・フランクリン（武虎）
- ダイアモンドヘッド（声）- ダラン・ノリス（武虎）
- グレイマター（声）- カルロス・アラズラキ（杉野博臣）
- ワイルドマット（声）- ディー・ブラッドリー・ベイカー
- イオン - クリスチャン・アンホルト
- 配管工のジェイコブズ - アレックス・ウィンター

スタッフ
- 監督・脚本 - アレックス・ウィンター

### ベン10:謎のチップを追え!（Ben 10: Alien Swarm）
ベン10の実写テレビ映画作品第2作。本作は『エイリアンフォース』が基となっている。アメリカでは2009年11月25日に、日本では2009年11月28日に放送。全世界同時放送と銘打ち、ほぼ同じタイミングで放送された。
ストーリー
ベン達の元に行方不明の父親を捜す謎の少女、エレナが現れた。彼女はベンの幼馴染であり、恋人だった。彼女を助けるために、ベンは仲間の元を離れる。ベンはその捜索の途中で、エイリアンナノテクノロジーで作られたチップとエイリアンとの関係を知る。チップの追跡とエレナの父親の行方を捜すベン、そしてエイリアンの侵略を阻むグウェン、ケビン、マックスが、それぞれ世界を救うために新たな敵に立ち向かう。
キャスト
- ベン・テニスン - ライアン・ケリー（日本語吹替 - 保志総一朗）
- グウェン・テニスン - ガラドリエル・スタインマン（前田沙耶香）
- ケビン・レビン - ネイサン・キーズ（杉山紀彰）
- エレナ・ヴァリダス - アリッサ・ディアス
- マックス・テニスン - バリー・コービン（たてかべ和也）
- ビクター・ヴァリダス - Herbert Siguenza
- ビッグチル（声）- ディー・ブラッドリー・ベイカー
- ヒューモンガソー（声）- ディー・ブラッドリー・ベイカー
- ナノメック（声）- アレックス・ウィンター
- クイーン（声）- ウェンディ・カトラー

スタッフ
- 監督 - アレックス・ウィンター
- 脚本 - ジョン・ターマン
- プロダクション・デザイナー - ユダ・アッコ

### ベン10:消えたアズマス（Ben 10: Destroy All Aliens）
ベン10初のCGアニメーション。また、シリーズで初めてカートゥーン ネットワーク アジアが主体となって制作・放送した番組でもある。夏休みを終えた、10歳のベンの冒険を描く第1作の第4シーズン最終話のパラレルワールド。カートゥーン ネットワーク アジアでは2012年3月1日に放送され、アメリカ合衆国では2012年3月23日に放送された。
ストーリー
夏休みを終えて家があるベルウッドに帰ってきたベン。しかし、学校の先生に叱られるわ、いじめっ子から被害を受けるわ、挙句の果てには両親に外出禁止を言い渡されるといった不運が続いた。そんなある日、テトラックスが地球を訪れ、アズマスが地球に来ていることが告げられる。2人で待ち合わせの場所に来たが、そこにアズマスの姿はなく、2人は彼を探しに宇宙空間に旅立ったが…。
スタッフ
- 監督 - ヴィクター・クック（en:Victor Cook）
- 脚本 - マーティ・アイゼンバーグ
- キャラクターデザイン - デイヴ・ジョンソン

### ベン10:ロードトリップ・バトル（ROAD TRIP RUMBLE）
『ベン10:消えたアズマス』と同じCGアニメーション。放送時刻は不明で番組と番組の間で不定期に放送される3分程度の短編アニメ。2012年にカートゥーン ネットワーク アジアで作られたが放送開始時期は不明。

### Ben 10 / Generator: Rex: Heroes United
ジェネレーター・レックスとのクロスオーバー作品。

### ベン:10 宿敵との出会い（Omni-Tricked）
日本では2018年10月6日にカートゥーン スペシャル ベン:10:10:10内で放送。
ストーリー
ベンはウォッチに表示された謎のエイリアンに変身、それをガクスと名付けてアニモのモンスターと戦い町を守った。しかし戦闘中からウォッチが妙な音を発し、戦闘後もベンに戻れず、変身が続く。マックスの友人の科学者フィルに見てもらうことにする。ガクスの強さや連続変身に否定的なマックスたちに怒ったベンはひとり森の奥へ。そこに現れたのは、同じエイリアン種族だがやせこけた「ヴィル」。彼はガクスを油断させ…。

## 受賞・ノミネート歴
- ゴールデン・リール賞
  - 2007年
    - 音響編集賞テレビアニメーション部門効果音・台詞・ADR・音楽部門受賞
- デイタイム・エミー賞
  - 2009年
    - 音響編集賞ライブアクション&アニメーション部門受賞
    - 特別部門賞アニメ番組部門候補

  - 2008年
    - 特別部門賞アニメ番組部門候補

  - 2007年
    - アニメーション個人部門審査員賞受賞（キャラクターデザイン：トーマス・パーキンス）

## 備考
- 無印では夏休みがストーリーの軸となっている。
- この作品はハイビジョン（16:9）で制作されているが、日本での無印の初期は4:3のサイズで放送された。
- 『コロコロイチバン!』（小学館）2009年24号（2009年1月25日発売）では、ひじおか誠によって読み切り漫画が描かれている。日本が舞台になっている、ベンの一人称が『おれ』になっているなど、原作とはかなり異なっている。
- 2010年10月10日と11日には、CNで『ベン10スペシャル:10.10.10』が放送された。この特番では、第7シーズン（エイリアンフォース）の最終2話を10日午前9時に、第8シーズン（アルティメットエイリアン）の第1話と第2話を午前10時に全世界同時（それぞれの世界での午前10時）に先行放送。また、11日は公式サイトで行った人気投票によって選ばれたエイリアンヒーローが登場するエピソードをランキング毎に長時間、そして長編作品（『ベン10:時との戦い』は放送されなかった）が放送された。また、11日の放送ではベン10オリジナルグッズが当たる当日限定のプレゼントクイズが行われた。
- 2015年6月18日にたてかべ和也が死去（マックス・テニスンの声を担当）ベン10 日本公式ページ でも記載。2015年7月3日に放送の「ベン10:時との戦い」で画面左上にテロップが表示された。

## 関連商品

### 玩具展開
玩具に関しては、ほぼ全てがアメリカのバンダイから発売されている（変身アイテムのオムニトリックスやエイリアンヒーローのアクションフィギュアなど）。2006年版および日本版（OMNITRIX F/X）は、テレビと同じ音声と光が発生する。2007年版（DELUXE OMNITRIX）は、液晶画面が付いており、ミニゲームも出来る。2008年版（エイリアンフォース・ULTIMATE OMNITRIX）は、付属しているエイリアンのミニフィギュアを中央に装着するとエイリアンの音声と光が発生する。バンダイ以外のメーカーでは、LEGO社から同社のバイオニクルシリーズと共通規格の関節を用いた『LEGO BEN10 ALIENFORCE』が発売されている。
日本ではBS11での放送開始を受けて、2008年12月中旬に発売されたガシャポンフィギュアを皮切りに日本版のベン10グッズが日本のバンダイから発売された。